# 假面騎士ZI-O角色列表
假面騎士ZI-O角色列表展示於朝日電視台放映的特攝劇集《假面騎士ZI-O》各個角色。

## 九時五時屋
常磐莊吾（奥野壯、高橋琉晟（幼年期）飾／大陆配音：李兰陵／台灣配音：蔣鐵城（本篇、夏季電影版）、宋昱璁（冬季電影版）／香港配音：譚禹晋（本篇+外傳+Starnext劇場版）、陳浩鈿（平成ForeverDVD版本）、陳旭恆（BUILD劇場版DVD版本）
假面騎士ZI-O、逢魔ZI-O的變身者，2000年（平成12年）4月28日生，18至19歲。
就讀光之森高等學校高中三年級，擅長科目是各種歷史，但不擅長科目是化學和物理，因此使用Build裝甲必殺技時所出現的彈幕並不是數學算式，而是對理科不滿的感想。
同時亦是一個遊戲白癡，玩遊戲時經常Game Over。所以雖然可變成EX-AID裝甲對抗另類EX-AID，但使用必殺技時因不懂「Mighty Action X」的玩法而令永夢覺得無奈。
在高中的進路指導中也說「我要成為王」的高中3年生，即使陷入苦境也會笑着面對，擁有正面的思想。
也因為對「王」的憧憬，所以對織田信長極度崇拜，甚至以「魔王」來稱呼他。
不知說是天才還是天然呆，只要說了「這樣的事情感覺能夠完成」这句座右铭，不論是甚麼事情也能很好地做完，在與逢魔ZI-O對戰時常因緊張和激動的說：「你閉嘴！」
於EP15初次披露夢想成為王的原因：兒時夢到巨大的機器人四處破壞，幼小的自己無能為力時一位神秘男子出現并告之其「你生來註定要成為王、拯救世界於破滅之中」，EP28中了解到实际上是在巴士惨剧当天被斯瓦鲁兹连同随车的所有小孩带走，在大魔神四处破坏的残骸即将掉落砸死昏迷中的加古川飞流之时无意间爆发能力而被斯瓦鲁兹看中，对其说了「你生來註定要成為王、拯救世界於破滅之中」这句话后消除其记忆并将其与加古川飞流送回车祸现场。
隨著故事的進展越發展現出作為王的氣度和領導能力，於EP08起已能夠出色地同時指揮月津和沃茲的行動并協助自己解決另類騎士的事件：
在EP09先後利用檀黎斗王和蓋茨的性格特點制定調查檀黎斗王的計劃，作為ZI-O亦展現出壓倒Geiz的強橫戰鬥能力。
於EP11-EP12，三日後的莊吾回到三日前獨自一人制定營救蓋茨的計劃，並未經歷過被來到三日前的自己改變的歷史卻能推斷出鎧武手錶會被丟至海姆冥界甚至據此令蓋茨與自己取得聯繫、用激將法令月津以自己的力量逃離海姆冥界，展現出令人驚訝的行動力和對所有人性格了如指掌。
在追擊另類Ghost途中被假面騎士Decade打敗，甚至靈魂被擊出身體，後在遭到另類Ghost吸收自己靈魂之際，得到天空寺尊作法幫助下將自身靈魂飛離，避開一劫。之後教導尊使用時間魔神穿越自2015年，並在2015年擊敗另類Ghost後靈魂返回肉體内。
EP15親眼目睹未來的逢魔ZI-O所操縱的大魔神在各國主要城市破壞，原本欲搭救被家臣襲擊的蓋茨，卻遭到假面騎士Decade攻擊而來到2068年、與當時的自己（逢魔ZI-O）對峙。知道自己的未來後要求蓋茨把自己的時空驅動器破壞，但後被時刧者追殺，之後因月津保證若自己踏入成為逢魔ZI-O的路的話會被其拼盡全力地去打敗而再次成為假面騎士ZI-O。
有透過夢境創造未來的能力，但自己不知情，後來被月津和月讀得知。
EP28在另類ZI-O事件的最後與蓋茨互道心聲后冰釋前嫌，將月讀與蓋茨二人帶回九時五時屋。
EP30向白沃茲挑明「若要讓未來成為自己想要的樣子就應努力戰鬥并創造」后接受了心意改變的白沃茲託付的ZI-O三重手錶，與月津和沃茲合體為ZI-O三重形態時使軒轅十四閃耀，被黑白沃茲認為是新的「逢魔之日」。
EP40通过收集所有平成骑士之力量而获得崇王時王手表，同话击败另类电王后被逢魔时王召唤至未来并与其对战，但由于Drive手表并未真正获得而被自身召唤出来的假面骑士Drive反杀，回到現在时发现历史被加古川飞流改变，所有认识的人均没有对自己的记忆。在与加古川飞流的战斗中由于加古川飞流之能力以及本人失去斗志而落败，被门矢士所救下。重新获得同伴之信任后，在月读被另类骑士追赶之时与月津和门矢士一同对战加古川飞流，并在两人的要求下先行离开战场救援月读但被黑沃兹所阻拦。在得知黑沃兹的真实目的后与月津、黑沃兹与门矢士一同进攻加古川飞流之城堡并将加古川飞流彻底击败。
EP44接纳被斯瓦鲁兹抛弃的欧拉与乌尔，并试图与乌尔成为朋友。同话结尾在与另类Drive交战期间被压制幸得乌尔出手相救，但被斯瓦鲁兹带到另类世界与黑暗骑士战斗并落败。
EP45之初被黑沃兹所救，后由于小和田被困另类世界而被门矢士告知另类Decade的能力，在回到现实之际亲眼目睹乌尔被欧拉（本尊）所杀害后暴怒并将另类Drive击杀。
EP46与黑、白两位沃兹合谋通过大道克己的能力与Zi-O三阶手表能力破坏另类世界救出蓋茨与其他被困另类世界的人们，随后收到斯瓦鲁兹的挑衅而对其发动攻击，在凑海遥战死后对自己的无能而感到自责与愤怒。
LAST（EP49）应蓋茨死亡前的最后遗言而选择成为逢魔時王，最後在月读偷袭并且斯瓦鲁兹被逢魔时王力量反噬之情况下擊殺斯瓦魯茲。
最后在与逢魔时王的交流中表示拯救世界的不是自己而是蓋茨、月读等人，且失去了朋友的世界并不值得使其成为王而选择重启世界，也將原本合而為一的騎士的世界再度分離，也重新变为普通的高中生。
於聯動劇場版《假面騎士令和The First Generation》中因ZERO-ONE世界的影響，使的原本分離的騎士世界在再度合而為一也與景都、有日菜三人從身上掉出的錶頭中，一同恢復了舊世界的記憶及騎士力量。
即使突然在眼前出現的月讀向他告訴了「你在50年後將會作為魔王君臨世界」這樣的未來後，也很平靜地接受。後於EP15親身面見2068年作為魔王的自己時顯得極為痛苦而不願接受。
為了避免成為魔王，而是成為「能夠實現人們的幸福、最高最善的王」，這樣的夢想而促使他決定成為假面騎士ZI-O戰鬥。
將月讀和月津視為同伴，并為向他們表訴中心而說出「假如我真的成為魔王、無論什麼時候也可以來打倒我」的發言。
本人有著天生的「脫離感」，即並不過度參與事件與人際交流，而是以近似旁觀者的態度觀察身邊人的個性和言行，并根據相關信息獨自一人制定計劃并實施。
於《劇場版 假面騎士ZI-O Over Quartzer》在被Quartzer的首領擊敗被丟入上空時空遂道重置平成歷史的時候從夢中夢到小時候的自己與父母親，從父母的口中問出自己未來想成為王的目標，在夢中與逢魔ZI-O見面，點醒出自己一直以來想成為王的真正原因，在逢魔時王的幫助下獲得了逢魔時王騎士錶頭，變身成了假面騎士ZI-O逢魔型態，和眾平成騎士一同擊敗了Quartzer的首領。
於《假面騎士聖刃 + 機界戰隊全界者 超級英雄戰記》於「西遊記」的世界，遇上了成為「西遊記」主角的桃太洛斯一行人、以及五色田介人新堂倫太郎等人，一同齊心協力並肩作戰擊退了戰隊梅基多。
其姓氏「常磐」解作「時」，名字「莊吾」與解作吹牛的後兩字近音，同時於在補完計劃第5.5裡提到其全名取自於作者石之森章太郎老師以前住過的公寓常盤莊。
常磐順一郎（生瀨勝久飾／大陆配音：李璐／台灣配音：陳彥鈞（本篇、全電影版）／香港配音：李家傑）
常磐莊吾的大叔父，也是時鐘店「九時五時屋」的店主。
為人老實的他，雖然專長是修復時鐘，但電器等機械的修理也毅然接受。其修理技术之高超甚至能修复Den-Liner，其亦被异魔神们称为这个时代最好的技师。
厨艺亦极为高超，第32话中其所制作的菜肴得到身为专业厨师的津上翔一之盛赞，但以自己本业为钟表匠之理由拒绝津上翔一的开餐馆之提议。
雖然對於說了「我要成為王」的莊吾的將來感到擔心，但是並不會強迫他，而是溫柔地照顧無拘無束地生活的他，亦希望莊吾能多交朋友。第28話得知是因為他不懂如何安慰當時失去父母的莊吾所以莊吾從小到大他都溫柔對待，同話亦唯一一次以責罵的方式提點莊吾如何面對与月津等人的衝突。
雖然目前與莊吾生活在一起，但他本身也是個二話不說地將所空出来的房間借给月津和月讀使用，甚至幫他們弄食物及便當的大善人。
有时他無意間说出来的任何話語也會成為解決圍繞在Another Rider的事件的提示。
第37话被龙塔罗斯附体以强迫其修理Den-Liner并成功修复。
第41話因歷史改變而不認識莊吾，并成為反抗軍小隊長之一。
第44话向黑沃兹与欧拉传授厨艺。
第48话得知莊吾是假面騎士ZI-O的身份。
第49话将骑士手表全部修复而使庄吾重新获得Grand-ZI-O之力。

## 平成騎士
桐生戰兔 / 葛城巧（犬飼貴丈飾／大陆配音：郝祥海／台灣配音：歐祖豪（本篇）、鈕凱暘（冬季電影版）／香港配音：張振熙）
假面騎士Build的變身者。
於第1-2話客串，亦於《假面騎士平成Generations Forever》中登場，曾在莊吾初次來到2017年被Smash襲擊時與龍我一同作為假面騎士介入相助。
受到另類Build的影響而失去身為假面騎士Build的記憶、歷史和力量成為葛城巧并與龍我一同成為搖滾樂隊鋼鐵道義的粉絲，在2018年時因為另類Build 被暫時打敗而恢復記憶並誕生出Build的騎士手錶，將騎士手錶交給莊吾後對其說:「過去的我交給你了」。
隨後莊吾回到2017年，並使用Build的騎士手錶變身成假面騎士ZI-O Build裝甲。最後雖然ZI-O成功打敗另類Build，但同時也奪去了戰兔身為Build的記憶並恢復成葛城巧，但仍被身在2017年的莊吾託付了空白手錶。
萬丈龍我（赤楚衛二飾／大陆配音：曹云图／台灣配音：孟慶府（本篇、冬季電影版）／香港配音：嚴鎮華）
假面騎士Cross-Z的變身者。
於第1-2話客串，亦於《假面騎士平成Generations Forever》中登場，同戰兔一起行動、作為假面騎士幫助被Smash襲擊的莊吾并在之後受到另類Build的影響而失去身為假面騎士Cross-Z的記憶、歷史和力量。
在2018年時因為另類Build被暫時打敗而恢復記憶，並且誕生出了Cross-Z的騎士手錶，最後也和戰兔一樣失去作為假面騎士的記憶并被託付了空白手錶。
在2017年與另類Build的戰鬥中被後者判定為和自己是Best Match而令同行的戰兔感到不悅。
寶生永夢（飯島寛騎飾／大陆配音：李轻扬／台灣配音：陳彥鈞／香港配音：杜景煜）
假面騎士EX-AID的變身者。
於第2-4話客串，被稱爲「天才玩家M」。獨自一人調查另類EX-AID引起的連續失去意識事件，曾一度作為假面騎士EX-AID襲擊進入另類EX-AID所創造的遊戲領域的莊吾等人。
受到另類EX-AID的影響而解除變身，在2018年時因為另類EX-AID暫時遭到打敗下失去的記憶又恢復，因此誕生出EX-AID的騎士手錶，之後將騎士手錶交給了莊吾。
在另類EX-AID在2016年被假面騎士ZI-O EX-AID裝甲打倒后通過莊吾得知了飯田啟介的病情并安排其轉入聖都大學附屬病院接受治療，隨後被莊吾託付了空白手錶。
鏡飛彩（瀨戶利樹飾／大陆配音：郭盛／台灣配音：孟慶府／香港配音：潘昀雋）
假面騎士Brave的變身者。
於第3-4話客串，是名天才外科醫師。後莊吾從其處得知飯田啟介的病情。
月津穿越至2016年時正值和永夢一同與Aranbra Bugster激戰。
（半田健人飾／大陆配音：涂小鸦／台灣配音：孟慶府／香港配音：陳健豪）
假面騎士Faiz的變身者。
於第5-6話客串，是名夢想洗淨全世界衣服的洗衣業者。
為阻止草加而出現在莊吾等人面前，之後更向草加表露「雖然討厭、但一直將草加視作夥伴的真心」。
當2003年的歐拉將另類Faiz手錶交給佐久間龍一時正與Orphnoch激戰，受到另類Faiz的影響而解除變身。
在草加被另類Fourze攻擊時，出手相救，給了莊吾Faiz騎士手錶，而後莊吾託付給了月津使用。
草加雅人（村上幸平飾／大陆配音：陈思宇／台灣配音：陳彥鈞 ／香港配音：何家裕）
假面騎士Kaixa的變身者。
於第5-6話客串，亦於外傳《假面騎士ZI-O NEXT TIME Geiz Majesty》中登場。
為了阻止佐久間的瘋狂而多次襲擊花梨。
於外傳《假面騎士ZI-O NEXT TIME Geiz Majesty》在莊吾重啟的世界中，在月津等人身陷險境被家臣襲擊時，對他拔刀相助，對月津產生了似曾相識的印象，而向海東詢問了關於月津的事情，及海東真正的目的。
仁藤攻介（永瀨匡飾／大陆配音：王晨光／台灣配音：陳彥鈞／香港配音：陳成港）
假面騎士Beast的變身者。
於第7-8話客串，受到另類Wizard的影響而失去身為假面騎士Beast的記憶、歷史和力量。
在2018年時因為另類Wizard被暫時打敗而恢復記憶，並且擁有Wizard和Beast的騎士手錶，但只把Wizard的騎士手錶交給月津使用。
檀黎斗（岩永徹也飾／大陆配音：郝祥海／台灣配音：陳彥鈞／香港配音：黃尉斯）
原作《假面騎士EX-AID》的主要角色，假面騎士Genm的變身者，在本作為另類OOO的變身者。
於第8-10話客串。
幻夢集團的第二任社長，作為Genm的證明僅餘於第8話結尾被沃茲提及時手持的殭屍災難騎士卡帶。
有著特點和形成原因均與原作相仿的扭曲性格，為了獲得父親的認同而有著極強的成為王、獲得力量的慾望，因此在烏爾的蠱惑下與他定下契約。
於2016年的時點殺死時任幻夢集團社長、父親檀正宗，繼任成為社長并改公司為檀氏基金會，更於2018年宣佈從日本獨立、囚禁國會議員火野映司并自稱檀黎斗王。
最後在另類OOO被打倒後仍然唸著立於人上的野心昏倒，並被沃茲評價為莊吾成王之路的墊腳石。
雖在另類OOO事件結束後不再登場，但第25話時依照加古川飛流已獲得另類OOO的力量推斷其已遭到加古川飛流襲擊。
火野映司（渡部秀飾／大陆配音：藤新／台灣配音：孟慶府／香港配音：伍博民）
假面騎士OOO的變身者。
於第9-10話客串。
因爲歷史改寫的關係而不認識泉比奈。
繼承其家族成爲政治家，並以國會議員的身份遭到檀黎斗監禁。在得知假意服從檀黎斗的莊吾本心向善后將OOO和OOO TaJaDol聯組的騎士手錶交給莊吾。
當2010年的烏爾將另類OOO手錶交與檀黎斗時，正與貓Yummy激戰，但受到另類OOO的影響而解除了變身。
葛葉紘汰（佐野岳飾／大陆配音：郭盛／台灣配音：孟慶府／香港配音：張振熙）
假面騎士鎧武的變身者。
於第10-12話客串。
位於2018年11月20日時間點的莊吾初次在2013年擊敗另類鎧武、打算救出被放逐至海姆冥界森林的月津之後，作為起始之男的紘汰超越時空地召見莊吾、告知其相信夥伴力量的重要性及不可試圖憑一己之力解決所有問題。
成為DrupeRs員工，并將鎧武和小玉西瓜鎧甲的騎士手錶交給莊吾。
當2013年的斯瓦魯茲將另類鎧武手錶交與阿修羅時正與初級異域精靈戰鬥中，受到另類鎧武的影響而解除變身。
在另類鎧武在2013年及2018年被兩名假面騎士ZI-O鎧武裝甲第二次打倒后，起始之男的紘汰向莊吾留下「要相信夥伴自身的力量」的信息，就此消失。
驅紋戒斗（小林豐飾／大陆配音：薛成／台灣配音：陳彥鈞／香港配音：郭俊廷）
假面騎士巴隆的變身者，亦於《劇場版 假面騎士ZI-O Over Quartzer》中以赤騎士登場。
於第11-12話客串。受到另類鎧武的影響而避免他身為假面騎士巴隆和霸主異域精靈而亡命。
在2013年被阿修羅放逐至海爾冥界森林，憑藉強大的精神在海姆冥界生存五年而並未變成異域精靈。
在2018年時遇上同樣被阿修羅放逐至海爾冥界森林的月津，並得知他想改變命運的想法，其告訴月津並沒有感受到他有能改變命運的強大力量。
在另類鎧武在2013年及2018年被兩名假面騎士ZI-O鎧武裝甲第二次打倒后和其他被放逐至海姆冥界森林的巴隆隊成員回到原來的世界。
天空寺尊（西銘駿飾／大陆配音：苏尚卿／台灣配音：陳彥鈞／香港配音：李震權）
假面騎士Ghost的變身者。
於第12-14話客串，於《假面騎士平成Generations Forever》中以假面騎士Ghost姿態登場
受到另類Ghost的影響而失去身為假面騎士Ghost的記憶、歴史和力量和避免他的死期，但依然在作為不可思議現象研究所的大天空寺工作。在莊吾靈魂出竅時唯一看到莊吾的人。
第一個與主角同時介入調查另類騎士事件的傳說騎士，為了解決另類Ghost而主動將Ghost騎士手錶交給莊吾。
與莊吾共同駕駛時間魔神回到2015年時因另類Ghost尚未誕生而恢復記憶及變身能力、與當時的深海誠=假面騎士Specter短暫並肩作戰后即因另類Ghost誕生而解除變身。
雖然身處2018年時點的尊並無身為假面騎士Ghost的經歷，但仍會對靈魂出竅的莊吾作為幽靈的體驗有所共感。
深海誠（山本涼介飾／大陆配音：马正阳／台灣配音：歐祖豪／香港配音：陳成港）
假面騎士Specter的變身者。
於第14話客串。身在2015年時點，受到另類Ghost的影響而解除變身，對2018年的尊提及的「這邊的尊」感到疑惑。
門矢士（かどや・つかさ）（井上正大飾／大陆配音：宝木中阳、12话片尾预告为薛成／台灣配音：孟慶府（本篇）、宋昱璁（冬季電影版）／香港配音：張振熙）
假面騎士Decade的變身者。
於第13-16、27-28、37-38、41-45、47-49話客串，亦於續篇《RIDER TIME 假面騎士ZI-O VS Decade / 7人的ZI-O！》/《RIDER TIME 假面騎士Decade VS ZI-O / Decade館的死亡遊戲》中登場，於《假面騎士平成Generations Forever》中以假面騎士Decade姿態登場。
世界的破壞者，因為沒有各世界的個體關係無法對其影響，沒有失去身為假面騎士Decade的記憶、歷史和力量，來到該世界時就擁有Decade手錶，透過沃茲的關係而成為時劫者的協助者，以新入手的自W到Build的假面騎士的力量和Neo Decade驅動器與莊吾一行人衝突。
第13話首次登場時與月津對戰而被月津誤會其為假面騎士Agito並以壓倒性的力量擊敗之，之後在衆人面前從假面騎士Agito變成假面騎士響鬼時亦以壓倒性的力量擊敗莊吾。
第14話卻可自行穿越自2015年並再以假面騎士Ghost的形態與月津的Ghost Armor對戰並再次擊敗對方。雖然將Ghost騎士手錶化爲黑色空白手錶，但卻將Decade手錶交給月津，其真實目的是為了以防萬一自己被奪走力量而將其分散一半，最後來到九時五時屋挑釁莊吾。
第15話再次向莊吾對戰，以讓莊吾看清現實為理由把莊吾擊往2068年的世界。
第26話在黑沃茲查看2009年的巴士車禍慘劇當中發現其正是事發現場的巴士司機。
第28話救下月讀并令其了解事件全部真相后將其送回2019年便自行離去。
第37話正在調查時空扭曲的原因以及月讀與斯瓦魯茲兩人之間的關係，并按月讀的意願將她带往2058年的世界。
第41話主動出手幫助莊吾擺脫的加古川飞流以及另類騎士的追擊，身上除了原本的Blackbird Fly相機另有一台即时成像相机。
第43話與海東大樹進行戰鬥，途中被斯瓦魯茲奪走Decade的力量後暈倒。
第44話和月讀交談後得知，只要它們兩人都在這個時間點時空就是錯亂的狀況。
第45話中將和克己戰鬥中的莊吾以穿越世界能力帶走。
第47话曾一度受到斯瓦魯茲重擊而死去，幸海東不顧副作用利用另類時王II手錶將其復活，及後從莊吾手上拿回Decade手錶再次變身成Decade，並用ZI-O之骑士卡片变身为假面骑士ZI-O。
第49话与海东一同看着庄吾选择重启世界而欣慰的拍下最后一张照片并与海东一同离去。
於續篇《RIDER TIME 假面騎士Decade VS ZI-O / Decade館的死亡遊戲》為了尋找真正的莊吾而進到了時空夾縫的入口。
於續篇《RIDER TIME 假面騎士ZI-O VS Decade / 7人的ZI-O！》為了打敗會成為逢魔ZI-O的真正的莊吾而向所有的莊吾挑戰。
仍舊保有原作中偽惡的大條性格，極度自我中心并以「大概了解了」搪塞其他人的話。
猿渡一海（さわたり・かずみ）（武田航平飾／大陆配音：待定／台灣配音：賈文安／香港配音：梁皓翔）
假面騎士Grease的變身者，於《假面騎士平成Generations Forever》中登場。
冰室幻德（ひむろ・げんとく）（水上剣星飾／大陆配音：待定／台灣配音：陳彥鈞／香港配音：陳健豪）
假面騎士Rogue的變身者，於《假面騎士平成Generations Forever》中登場。
城戶真司（きど・しんじ）（須賀貴匡飾／大陆配音：待定／台灣配音：孟慶府／香港配音：羅偉傑）
假面騎士龍騎的變身者。
於第21-22話客串，亦於《RIDER TIME 假面騎士龍騎》登場，於《假面騎士平成Generations Forever》中以假面騎士龍騎姿態登場。
由於在原作結局中神崎士郎發動最後一次的時間降臨讓時間回到了騎士大戰未發生的時間點並不再發起騎士大戰，因此失去身為假面騎士龍騎的記憶、歷史和力量，是目前唯一一位非因另類騎士而是因為其歷史本身早就在故事結局中被抹消而失去力量的騎士。
鏡像（鏡世界）的城戶真司（鏡像（ミラーワールド）の城戸真司）須賀貴匡飾
原為假面騎士龍牙的變身者，在本作為另類龍牙的變身者。
於第21-22話客串，亦於《RIDER TIME 假面騎士龍騎》登場。
16年前（2003年）被真司打敗後受困於鏡世界及失去變身資格，為重獲自由而接受烏爾的契約而成為另類騎士。
因為讀者不再閱讀的關係導致ORE新聞社倒閉，使得城戶真司產生瞬間的憎恨，而鏡像城戶真司接收這種負面情感，因而到處襲擊ORE新聞社過去的讀者群。
最後在被莊吾擊敗後接受莊吾的建議再次成為了城戶真司的鏡像。
秋山蓮（あきやま・れん）（松田悟志飾／大陆配音：待定／台灣配音：王辰驊／香港配音：馮錦堂）
假面騎士Knight（夜騎）的變身者，於《RIDER TIME 假面騎士龍騎》登場。
由良吾郎（ゆら・ごろう）（弓削智久飾／大陆配音：待定／台灣配音：馬伯強／香港配音：袁德基）
假面騎士鐵兵的第二任變身者，於《RIDER TIME 假面騎士龍騎》登場。
手塚海之（てづか・みゆき）（高野八誠飾／大陆配音：待定／台灣配音：蔣鐵城／香港配音：李家傑）
假面騎士Raia（海鰩）的變身者，於《RIDER TIME 假面騎士龍騎》登場。
芝浦純（しばうら・じゅん）（一條俊飾／大陆配音：待定／台灣配音：孟慶府／香港配音：鄧肇基）
假面騎士Gai（堅甲）的變身者，於《RIDER TIME 假面騎士龍騎》登場。
淺倉威（あさくら・たけし）（萩野崇飾／大陆配音：待定／台灣配音：陳彥鈞／香港配音：羅偉亮）
假面騎士Ohja（王蛇）的變身者，於《RIDER TIME 假面騎士龍騎》登場。
海東大樹（かいとう・だいき）（戶谷公人 飾／大陆配音：李望松，第28话片尾为薛成／台灣配音：孟慶府／香港配音：鄧肇基（本篇）、張裕東（NEXT TIME 基治 Majesty）
假面騎士Diend和第二任另類ZI-O II的變身者。
於第28-30、42-43、47-49話客串，亦於外傳《假面騎士ZI-O NEXT TIME Geiz Majesty》中登場。
因為沒有各世界的個體關係無法對其影響，沒有失去身為假面騎士Diend的記憶、歷史和力量。
第29話受白沃茲所托而來到九時五時屋偷走所有騎士手錶，但在與黑沃茲對戰時被其奪回大部分，最後將ZI-O Ⅱ和Geiz Revive兩隻手錶交給白沃茲。
第30話在白沃茲消失后得到其擁有的Future Note出現在莊吾與月津面前，引領兩人與逢魔時王見面。
第42話為了另類ZI-O II的手錶再度出現，雖一度成功奪走但被斯瓦魯茲奪回，後來得到斯瓦魯茲給予時間暫停的力量并藉此奪走莊吾的冠位時王手錶。
第43話將奪走的冠位時王手錶交予歐拉，並在該話後半部與門矢士進行戰鬥，並聯合斯瓦魯茲讓其奪走Decade的力量，於結尾獲得另類ZI-OII的手錶而離開。
第47话為了拯救士，不顧副作用利用另類ZI-O II手錶的力量將其復活，而因被副作用吞噬變身成另類ZI-O II，最後被Grand ZI-O和門矢士變身成假面騎士ZI-O姿態聯手擊敗。
第49话与门矢士一同看着庄吾选择重启世界而欣慰的与门矢士一同离去。
在外傳《假面騎士ZI-O NEXT TIME Geiz Majesty》中，在莊吾重启的世界中以轉學生的身份出現在莊吾的班上，與黑沃茲合作一同阻止白沃茲的野心，讓莊吾等人恢復騎士的力量，也賜予了月津與Grand-ZI-O力量同等的Geiz Majesty之力量。
劍崎一真（けんざき・かずま）（椿隆之飾／大陆配音：待定／台灣配音：蔣鐵城／香港配音：黃榮璋）
假面騎士劍的變身者，亦於《劇場版 假面騎士ZI-O Over Quartzer》中以藍騎士 登場。
於第29-30話客串。因為另類劍诞生在2019年無法對其影響，沒有失去身為假面騎士劍的記憶、歷史和力量。
第29話最後因發現始破壞彼此的承諾而變身並與其對戰。
第30話與始的戰鬥中途被暴走的另類劍奪走Joker的力量而重新變回人類。另類劍被打敗後，將由自己和始的Joker力量還原而成的劍及Chalice的騎士手錶一併交給莊吾。
相川始（あいかわ・はじめ）（森本亮治飾／大陆配音：待定／台灣配音：歐祖豪／香港配音：陳健豪）
假面騎士Chalice的變身者。
於第29-30話客串。因為另類劍诞生在2019年無法對其影響，沒有失去身為假面騎士Chalice的記憶、歷史和力量。
第29話爲了守護栗原天音（另類劍）而變身與常磐莊吾對戰，隨後因受到Joker力量吸引的劍崎出現而在本能之下與其對戰。
第30話與劍崎的戰鬥中途被暴走的另類劍奪走Joker的力量而變成人類。另類劍被打敗後再次一起跟天音生活。
津上翔一／澤木哲也（つがみ・しょういち／さわき・てつや）（賀集利樹飾演／大陆配音：待定／台灣配音：孟慶府／香港配音：陳冠宏）
假面騎士Agito及假面騎士G3-X的第二任裝著員的變身者。
於第31-32話客串，於本篇第13話首次在月津的口中提及。
因為首位另類Agito诞生之时即为剧中之时间段且与原版骑士同时存在因此無法對其影響，沒有失去身為假面騎士Agito的記憶、歷史和力量。
於《假面騎士平成Generations Forever》中以假面騎士Agito姿態登場。
第31話身在法國打工時因真魚的關於G3被襲擊事件簡訊而趕回日本。
第32話與另類Agito戰鬥期間被時劫者利用另類Agito手錶奪走其身為假面騎士Agito的力量，但在莊吾的幫助下一度奪回並與莊吾等人聯手打敗另類Agito。最後將Agito騎士手錶交給了莊吾。
尾室隆弘（柴田明良飾／大陆配音：待定／台灣配音：陳彥鈞／香港配音：張振熙）
假面騎士G3的裝著員的變身者。
於第31-32話客串，在本作晉升為警視廳未確認生命體對策班G3小隊隊長。
以G3系統能量產的優點向上級宣揚其值得保留作為警視廳戰力的必要性，并多次親自率領G3小隊與另類Agito戰鬥。
戶田山登巳藏（とだやま・とみぞう）（川口真五飾／大陆配音：待定／台灣配音：孟慶府／香港配音：黎家希）
假面騎士轟鬼的變身者，通稱「轟（トドロキ）」
於第33-34話客串，因為另類響鬼诞生在2019年無法對其影響，沒有失去身為假面騎士轟鬼的記憶、歷史和力量。
第33話在莊吾等人與另類響鬼戰鬥時出現并宣稱鬼的事應該由鬼解決，之後變身獨自與另類響鬼戰鬥。
原本認為自己未達收徒的資格，而不太願意收弟子，但在與黑沃茲的短暫相處及看見京介與弟子之間的師徒情誼後，起了收徒的念頭。
桐矢京介（きりや・きょうすけ）（中村優一飾／大陆配音：待定／台灣配音：陳彥鈞／香港配音：黃榮璋）
假面騎士强鬼的變身者。
於第33-34話客串。
因為另類響鬼诞生在2019年無法對其影響，沒有失去身為假面騎士强鬼的記憶、歷史和力量。
第33話在莊吾等人面前出現時自稱是響鬼，卻對騎士手錶沒有印象并要求莊吾等人接受成為鬼的訓練，後來登巳藏拆穿其强鬼的身份並因不明理由保護另類響鬼。
後因正視自己的內心，而成功繼承假面騎士響鬼的力量並與莊吾等人聯手打敗另類響鬼，但選擇走自己的路而將響鬼騎士手錶託付給莊吾。
次狼（松田贤二飾／大陆配音：待定／台灣配音：歐祖豪／香港配音：楊耀泰）
假面骑士IXA的第一位变身者。
於第35-36話客串。
假面騎士KIVA/紅渡的使魔協助者之一，本身為狼人族最後的倖存者，曾幫助北島祐子以狼人的身份與莊吾等人對峙，第36話表露身份並告誡莊吾不要與北島祐子太多牽扯，隨後將由红渡委托保管Kiva的騎士錶頭交給莊吾下離去。
麻生百合（高橋優飾／大陆配音：待定／台灣配音：連婉鈞／香港配音：林芷筠）
假面骑士IXA的第五位，同时也是第二位人类变身者。
於第36話結尾客串。
在本作第36話結尾時因腳踏車問題而與莊吾意外的相遇，在莊吾幫忙修復腳踏車後，感謝莊吾後離去，但其背影卻讓莊吾想起當年的初戀「水手服姊姊」。
加賀美新（かがみ・あらた）（佐藤祐基飾／大陆配音：待定／台灣配音：孟慶府／香港配音：蔡威賢）
假面騎士Gatack及假面騎士TheBee第二代的變身者。
於第37-38話客串。
因為另類Kabuto诞生在2019年無法對其影響，沒有失去身為假面騎士Gatack的記憶、歷史和力量。
第37話中出现在庄吾面前，與莊吾等人合作追擊影山瞬，对于涉谷“复兴”之快速而感到疑惑。
第38话因为不敌影山瞬而被擒，后庄吾一行以Fourze手表与银河手表被夺走为代价而救出，后与月津两人联手与影山瞬和矢车想交战，在Gatack状态下被矢车想击倒后获得赶来支援的Kabuto Zecter，继承力量变身为假面骑士Kabuto，并击败在月津击倒影山瞬后暴走的矢车想，最终把Kabuto之力量交给庄吾。
矢車想（德山秀典飾／大陆配音：待定／台灣配音：歐祖豪／香港配音：羅偉傑）
原為假面騎士KickHopper及假面騎士TheBee第一代的變身者，在本作亦為另類Kabuto的變身者。
於第37-38話客串。
因另類Kabuto誕生在2019年的關係而同時保留身為假面騎士KickHopper的記憶、歷史和力量。因過往地獄般的經歷，即使明知影山瞬本尊早已死去，仍願意和異蟲擬態而成的他結伴而行。
因为保护影山瞬而襲擊加賀美新，随后在得知影山瞬的目的后因为在其眼里地球与地狱无甚区别因此支持其目的。
最后在影山瞬被月津击倒后暴怒而冲向月津，但在半途被加贺美新变身的假面骑士Kabuto拦截并击败。在影山瞬即将死去之时希望听到再叫其一声大哥，但却被影山瞬以自己并非本尊而只是拟态为由而拒绝，心灰意冷而独自一人离去。
影山瞬（かげやま しゅん）（內山真人飾／大陆配音：待定／台灣配音：陳彥鈞／香港配音：鄧燦陽）
假面騎士PunchHopper及假面騎士TheBee第三代變身者。
於第37-38話客串。
本尊於原作第48話已死去，本作出現的他是由異蟲擬態而成。
第37話出場時與莊吾及加賀美兩人衝突，後來出現在莊吾面前表示想阻止成為另類Kabuto的矢車想，卻到達目的地後襲擊莊吾但被沃茲阻止，并與沃茲及加賀美兩人發生激戰後逃去。
第38话证实其击败加贺美新并将其所擒，在矢车想的帮助下夺得能登上宇宙破坏陨石的Fourze手表与银河手表，但随即在两人吃泡面之时被乌尔夺走。
真正目的是想让满载宇蟲的陨石撞击地球使宇蟲彻底占领地球，后与矢车想一同与月津及加贺美新两人交战，后被月津击败，在矢车想希望其在临死前再称呼自己一次大哥之时以自己并非本尊而之只是拟态为由而拒绝，怀着陨石被彻底破坏，目的彻底失败的不甘而死亡。
野上良太郎（のがみ・りょうたろう）（佐藤健飾／大陆配音：待定／台灣配音：陳彥鈞／香港配音：何偉誠）
假面騎士電王 Plat Form ＆ Liner Form的變身者，於《假面騎士平成Generations Forever》中以U良太郎形態登場，因自身是特異點的關係，沒有失去身為假面騎士電王的記憶、歷史和力量。
於本篇第39話在侑斗以及第40話在桃太洛斯的口中提及。
櫻井侑斗（さくらい・ゆうと）（中村優一飾／大陆配音：待定／台灣配音：陳彥鈞／香港配音：黃榮璋）
假面騎士Zeronos的變身者，於第39-40話客串。
因為另類電王诞生在2019年無法對其影響，沒有失去身為假面騎士Zeronos的記憶、歷史和力量。
第39話由于看见了逢魔时王的黑暗未来而前来阻止庄吾，初登场时由于长相过于相似而被庄吾错认为桐矢京介，为了阻止庄吾成为魔王而向其发起攻击。
桃太洛斯（モモタロス）（關俊彥聲演／大陆配音：待定／台灣配音：孟慶府（本篇）、賈文安（冬季電影版）／香港配音：陳冠宏）
假面騎士電王 Sword Form的變身者，於第39-40話客串，亦於《假面騎士平成Generations Forever》和《假面騎士聖刃 + 機界戰隊全界者 超級英雄戰記》中登場。
由于Den-Liner发生故障而停靠在2019年，四名异魔神前往九时五时屋请求常磐顺一郎修理Den-Liner，其后附身于月津身上并变身为假面骑士Geiz復甦剛烈型態并短暂成为假面骑士ZI-O三位一体形态变身者之一和侑斗跟意魔人及另類電王對峙，於第39話結尾把电王手表交给庄吾，但在第40話開頭從侑斗口中說出，把手錶給了莊吾會讓他成為最遭最惡的魔王，而從莊吾手中拿回，於同話附身於沃茲身上變身為假面騎士Woz gigan finally型態，最後聽了侑斗的建議給與了莊吾電王錶頭，集齊了所有的騎士錶頭讓莊吾變身成為了Grand-ZI-O，獲得了"魔王"的力量。
浦太洛斯（ウラタロス）（遊佐浩二聲演／大陆配音：待定／台灣配音：陳彥鈞（本篇、冬季電影版）／香港配音：郭湛深）
假面騎士電王 Rod Form的變身者，於第39-40話客串，亦於《假面騎士平成Generations Forever》和《假面騎士聖刃 + 機界戰隊全界者 超級英雄戰記》中登場。
金太洛斯（キンタロス）（寺杣昌紀聲演／大陆配音：待定／台灣配音：蔣鐵城 （本篇）、歐祖豪（冬季電影版）／香港配音：郭俊廷）
假面騎士電王 Axe Form的變身者，於第39-40話客串，亦於《假面騎士平成Generations Forever》和《假面騎士聖刃 + 機界戰隊全界者 超級英雄戰記》中登場
龍太洛斯（リュウタロス）（鈴村健一聲演／大陆配音：待定／台灣配音：歐祖豪（本篇）、宋昱璁（冬季電影版）／香港配音：張振熙）
假面騎士電王 Gun Form的變身者，於第39-40話客串，亦於《假面騎士平成Generations Forever》和《假面騎士聖刃 + 機界戰隊全界者 超級英雄戰記》中登場。
在常磐顺一郎以自己不会修理电车为由意图婉拒之时附体于其身上并将其带至Den-Liner上迫使其修理Den-Liner。
天津四（デネブ）（大塚芳忠聲演／大陆配音：待定／台灣配音：孟慶府／香港配音：李家傑）
假面騎士Zeronos Vega Form的變身者，於第39-40話客串。
大道克己（だいどう・かつみ）（松崗充飾／大陆配音：待定／台灣配音：歐祖豪／香港配音：何偉誠）
假面騎士Eternal的變身者，於第45-46話客串
第45話透過斯瓦魯茲的能力，從「未死於與假面騎士W的決戰之可能性」的另類世界召喚並變身成假面騎士Eternal與莊吾戰鬥。
第46話中經由白沃茲之口透露假面騎士Eternal的力量擁有破壞另類世界的能力，在莊吾等人的作戰下使用集結了26支T2記憶體的必殺踢擊將異類世界全部破壞，因為只有自己一人活下來的異類世界消失而心滿意足地回去與同伴團聚而第一次正向豎起大拇指。
悖論惡路程式（パラドックスロイミュード）（紺野彩夏飾／大陆配音：待定／台灣配音：劉如蘋／香港配音：吳茵）
假面騎士Dark Drive的變身者，在本作為另類Drive的變身者。
第44話登場藉由斯瓦魯茲獲得另類Decade的能力，從另類世界召喚變身成另類Drive的樣貌追殺烏爾，在與莊吾及月津兩人第一次的對戰中擊敗時，擬態成歐拉的樣貌出現在眾人眼前。
第45話以歐拉擬態的模樣出現在烏爾面前，變身成另類Drive，在最後被莊吾擊敗連同核心破壞死亡。
Chase（チェイス）（上遠野太洸飾／大陆配音：待定／台灣配音：歐祖豪／香港配音：張添勝）
假面騎士Chaser的變身者，亦為假面骑士Protodrive及「死神」魔進追跡者的变身者，於第47-48話客串。
第47話中因Drive騎士手錶裂開而以魔進追跡者的身份出現於莊吾的世界中，並與月津等人戰鬥，但之後因月津提到詩島剛之事時，回憶起過去記憶而頭痛劇烈。
本身聲稱來自“沒有假面騎士的世界”，但是卻因為魔進追跡者的固有身份而同時又自稱為“凌駕於假面騎士之上的存在”而自我矛盾。
第48話於沃茲提到在原本的歷史當中也同樣是身為一名假面騎士，但對這番話感到否定在守護月讀時被另類Decade重擊死亡。
詩島剛（しじま・ごう）（稻葉友飾／大陆配音：待定／台灣配音：馬伯強／香港配音：張振熙）
假面騎士Mach的變身者，於《劇場版 假面騎士ZI-O Over Quartzer》中登場。
一開始與莊吾和月津等人見面展開對峙，但事後暸解是受到古利姆的委托一同併肩作戰，也出自於自己本人的意願，希望能保護好與昔日戰友的歷史於事件結束後連同自己的Mach騎士錶頭一併交給莊吾等人，集齊平成假面騎士錶頭之後，暫時失去自己身為騎士的記憶，在莊吾被Quartzer監禁時前去和牛三一同前往營救，在莊吾覺醒成為假面騎士ZI-O逢魔形態時，恢復了原本騎士的力量，和眾平成假面騎士一同併肩作戰。
Brain（ブレン）（松島庄汰聲演／大陆配音：待定／台灣配音：待定／香港配音：郭湛深）
假面騎士Brain的變身者，於《劇場版 假面騎士ZI-O Over Quartzer》中登場。
吾郎（吾郎）（稻桓吾郎声演／大陆配音：待定／台灣配音：待定／香港配音：何偉誠）
假面騎士G的變身者，於《劇場版 假面騎士ZI-O Over Quartzer》中登場。
照井龍（てるい りゅう）（木之本岭浩飾／大陆配音：待定／台灣配音：待定／香港配音：簡懷甄）
假面骑士Accel的變身者，於外傳《假面騎士ZI-O NEXT TIME Geiz Majesty》中登場。
在莊吾重啟的世界中，因調查不明機器人事件而來到光森高中，告訴了月津有沒有想要去為了幫助他人，而貢獻出一份自己的力量，在與恢復舊世界記憶及騎士力量的月津一同擊敗家臣。
伊達明（だて あきら）（岩永洋昭飾／大陆配音：待定／台灣配音：待定／香港配音：陳力航）
假面騎士Birth的變身者，於外傳《假面騎士ZI-O NEXT TIME Geiz Majesty》中登場。
在莊吾重啟的世界中，為月津的主治醫師，在月津跟月讀被家臣襲擊時出手相救，也告訴了月津不要因為一時的挫敗而失去了對人生的樂趣，應該朝著不同的人生方向去有所發展。
小野寺雄介（村井良大飾／香港配音：何偉誠）
《假面騎士Decade》中「Kuuga世界」中假面騎士Kuuga的變身者，於續篇《RIDER TIME 假面騎士Decade VS ZI-O / Decade館的死亡遊戲》中登場，在舉辦的遊戲中最後成為了遊戲中的殺人魔。
Poppy Pipopapo（松田瑠華飾）
假面騎士Poppy的變身者，音樂遊戲「DoReMiFa 節拍」所誕生的缺陷者，於外傳《假面騎士JEANNE&假面騎士AGUILERA with Girls Remix》登場。
深海花音（ふかみ かのん）（工藤美櫻飾）
假面騎士Kanon Specter的變身者，深海誠的妹妹，於外傳《假面騎士JEANNE&假面騎士AGUILERA with Girls Remix》登場。

### 演員未在劇中回歸的平成假面騎士
如月弦太朗（福士蒼汰聲飾／大陆配音：待定／台灣配音：孟慶府／香港配音：林筠翔）
假面騎士Fourze的變身者。
並沒有實際在本劇登場，只從大杉忠太口中提及是從其處接手假面騎士部的前任教師、且將Fourze的騎士手錶給予大杉委託其交給莊吾
2018年時正為了尋找失蹤的學生而四處奔波並分發尋人啟事。
當2011年的斯瓦魯茲將另類Fourze手錶交與佐久間龍一時正與天蝎座宙體闇使激戰，受到另類Fourze的影響而解除變身。
在補完計劃第6.5集裡提到是福士蒼汰的行程與本劇衝突導致沒有檔期參與出演。
朔田流星
假面騎士Meteor的變身者。
并沒有在本劇登場，只從常磐莊吾口中講出「流星」一詞時被提及是從昴星高中轉校的畢業生。
在補完計劃第6.5裡提到是吉澤亮的行程與本劇衝突導致沒有檔期參與出演。
操真晴人
假面騎士Wizard的變身者。
并沒有實際在本劇登場。
當2012年的烏爾將另類Wizard手錶交與早瀨時，晴人正與菲尼克斯激戰，受到另類Wizard的影響而解除變身。
檀正宗
假面騎士Cronus的變身者。
並沒有實際在本劇登場。
原為檀氏集團的社長，檀黎斗的父親，於2016年的時間點被變成另類OOO的檀黎斗殺害並奪取社長職位。
左翔太郎（桐山涟聲飾）
假面騎士W（左半身）和假面騎士Joker的變身者。
並沒有實際在本劇登場。
在带领全部平成假面骑士打败泰德之前時拜託風麵老闆，把劇場版《假面騎士平成Generations Forever》中關鍵的W騎士手錶交給在危險時拯救自己的人。
菲力普（フィリップ）/園咲來人（そのざき らいと）（菅田将晖聲飾）
假面騎士W（右半身）的變身者。
並沒有實際在本劇登場。
日高仁志
假面騎士響鬼的變身者，通稱「響（ヒビキ）」。
並沒有實際在本劇登場。
紅渡
假面騎士KIVA的變身者。
並沒有實際在本劇登場。
天道總司
假面騎士Kabuto的變身者。
並沒有實際在本劇登場。
泊進之介
假面騎士Drive的變身者。
並沒有實際在本劇登場。
五代雄介
假面騎士Kuuga的變身者。
光 夏海（ひかり・なつみ）（森寬和声飾）
假面骑士Kivala的变身者。
仅在續篇《RIDER TIME 假面騎士Decade VS ZI-O / Decade館的死亡遊戲》系列当中以骑士形象出现。
九条贵利矢
假面骑士Lazer的变身者。
假面骑士EX-AID的伙伴之一，仅在剧场版《假面騎士平成Generations Forever》当中以机车玩家Lv.2的状态和《劇場版 假面騎士ZI-O Over Quartzer》中以黃騎士 登场。
木野薰（きの・かおる）
Another Agito的變身者，仅在《劇場版 假面騎士ZI-O Over Quartzer》中以綠騎士 登场。
湊耀子（みなと・ようこ）
假面騎士瑪莉卡的變身者，仅在《劇場版 假面騎士ZI-O Over Quartzer》中以桃騎士 登场。
吳島貴虎
假面騎士斬月和假面騎士斬月·真的變身者。
仅在《劇場版 假面騎士ZI-O Over Quartzer》中以假面騎士斬月 勝鬨鎧甲登场。

## 昭和騎士
木梨猛（きなしたけし）（木梨憲武飾）
原作綜藝節目《TUNNELS的託大家的福》的衍生劇《假面Norida》中仮面ノリダー的變身者，於《劇場版 假面騎士ZI-O Over Quartzer》登場。
本身沒有真正被選擇成為假面騎士的改造人，在莊吾監禁時，給與了莊吾指點，點醒出被選中成為背負平成假面騎士責任重擔的意義。
本鄉猛（ほんごう・たけし）（藤岡弘 飾／台灣配音：／香港配音：黃志成）
假面騎士1號的變身者，於《假面騎士聖刃 + 機界戰隊全界者 超級英雄戰記》登場。
村雨良（菅田俊飾）
假面騎士ZX的變身者，於外傳《假面騎士TYCOON meets 假面騎士SHINOBI》的「忍者世界」時空中登場。

## 未來騎士

#### 本作登場假面騎士
神藏蓮太郎（多和田任益飾／大陆配音：李轻扬／台灣配音：孟慶府／香港配音：梁皓翔）
假面騎士忍者和另類忍者的變身者。
於第17-18話登場，來自3年後的2022年處於「忍者世界」時空中的青年。
在莊吾的夢中（2022年1月22日的時間點）為假面騎士忍者的變身者，而在2019年的時候因爲朋友打抱不平而遭到流氓打傷，之後為了擁有消滅惡人的能力而被烏爾植入另類手錶變身成另類忍者。
於《RIDER TIME 假面騎士Shinobi》及《假面騎士TYCOON meets 假面騎士SHINOBI》中在所處的「忍者世界」時空中作為主角登場。
今生勇道（財木琢磨飾／大陆配音：待定／台灣配音：喬資淯／香港配音：郭湛深）
假面騎士虛忍和Hattari 闇的變身者。
來自3年後的2022年處於「忍者世界」時空中的青年，今生企業的富二代，於《RIDER TIME 假面騎士Shinobi》及《假面騎士TYCOON meets 假面騎士SHINOBI》登場。
堂安主水（鈴木勝大飾，大陆配音：吴晛／台灣配音：孟慶府／香港配音：周倚天）
假面騎士猜謎的變身者。
於第19-20話登場，來自21年後的2040年的青年，因白沃茲的關係而來到2019年的時空，擁有高超的猜謎能力。
為了向變身成另類猜謎的父親堂安保詢問事情，而與莊吾、月津兩人對戰，並用假面騎士Quiz的猜謎能力壓制兩人，在另類Quiz離去後也跟著離去，之後出現在九時五時屋並讓常磐宗一郎幫忙修理所戴的手錶。後在月津的幫助下從父親堂安保口中得知自己想要的答案下心滿意足，隨後遭到一旁的白沃茲奪走自身的假面騎士猜謎之力，月津本打算歸還，但主水以託付未來的理由讓月津收下猜謎未來騎士手錶，最後在白沃茲的幫助下回去未來。
其名字為日文「答案（とうあん）」和「問答（もんどう）」的諧音。
真紀那蓮斗（入江甚儀飾／大陆配音：待定／台灣配音：孟慶府／香港配音：柯偉聰）
假面騎士機械的變身者。
於第23-24話登場，來自102年後的2121年的青年，本身是名機械體，但為了保護人類而與仿生人戰鬥。
因為其是機械體的關係，而需要靠太陽能衛星的鐳射光照射進行充電運作，卻在第23話結尾因電量不足而準備進行充電時，而遭到太陽能衛星所產生的不明鐳射光照射而暴走。
於暴走後襲擊莊吾，卻被莊吾以強力攻擊而停止機能，最後在莊吾輸入密碼『Will Be The BFF』後恢復正常，最後對莊吾說出「你果然是我的BFF」並與孩子們一同向莊吾道別，莊吾因此從夢境驚醒，同時發現自己正在進行畢業補考。
其姓氏真紀那的日文發音為「まきな」，與「マキナ」同音，為日文機械的另一名詞。
假面騎士銀河（杉田智和聲／大陸配音：待定／台灣配音：孟慶府／香港配音：馮瀚輝）
無變身者，只是外太空力量的實體化。
來自外太空的假面騎士，有極強大的侵略性和戰鬥力，由於除了破壞沒有第二想法而被斯瓦魯茲對其稱呼為『純粹的力量』。
第35話伴隨一顆隕石從外太空降臨地球，以壓倒性的戰鬥力一撃打敗另類KIVA并輕易擋下時王三階的攻勢。
第36話在莊吾等人與北島祐子以及時劫者等人聯手下被打敗，其力量被斯瓦魯茲利用空白手錶吸收變成银河未来騎士手錶。
湊海遙（荒井敦史飾／大陸配音：待定／台灣配音：陳彥鈞／香港配音：鄧永健）
原作《假面騎士×假面騎士 Fourze & OOO MOVIE大戰 MEGA MAX》假面騎士AQUA和假面騎士波賽頓的變身者，於第44-46話客串。
來自40年後的2059年的世界，在本作做為假面騎士AQUA登場，第44話希望說服月讀和月津回到未來。第46話尾段被另類Decade重擊而戰死。

#### 令和假面騎士
飛電或人（高橋文哉飾／大陸配音：待定／台灣配音：賈文安／香港配音：林筠翔）
續作《假面騎士ZERO-ONE》中假面騎士ZERO-ONE和假面騎士001的變身者，由沃茲祝賀的令和第一位假面騎士於《劇場版 假面騎士ZI-O Over Quartzer》在開頭莊吾夢中出場，結尾則出現幫忙擊敗了假面騎士Zonjis，於《假面騎士令和The First Generation》和《假面騎士聖刃 + 機界戰隊全開者 超級英雄戰記》登場。
不破諫（岡田龍太郎飾／大陸配音：待定／台灣配音：陳彥鈞／香港配音：黃尉斯）
續作《假面騎士ZERO-ONE》中假面騎士Vulcan的變身者，於《假面騎士令和The First Generation》登場。
刃唯阿（井桁弘惠飾／大陸配音：待定／台灣配音：穆宣名／香港配音：王慧珠）
續作《假面騎士ZERO-ONE》中假面騎士Valkyrie的變身者，於《假面騎士令和The First Generation》和外傳《假面騎士JEANNE&假面騎士AGUILERA with Girls Remix》登場。
滅（砂川脩弥飾／大陸配音：待定／台灣配音：江志倫／香港配音：張振熙）
續作《假面騎士ZERO-ONE》中假面騎士滅的變身者，於《假面騎士令和The First Generation》登場。
迅（中川大輔飾／大陸配音：待定／台灣配音：黃天佑／香港配音：袁德基）
續作《假面騎士ZERO-ONE》中假面騎士迅的變身者，於《假面騎士令和The First Generation》登場。
伊絲（鶴嶋乃愛飾／大陸配音：待定／台灣配音：穆宣名／香港配音：李蔓宜）
續作《假面騎士ZERO-ONE》中假面騎士ZERO-TWO的變身者，飛電或人的AI助理與秘書，於《假面騎士令和The First Generation》和外傳《假面騎士JEANNE&假面騎士AGUILERA with Girls Remix》登場。
飛電其雄（山本耕史飾／大陸配音：待定／台灣配音：黃天佑／香港配音：伍博民）
續作《假面騎士ZERO-ONE》中假面騎士1型的變身者，飛電或人的父親，於《假面騎士令和The First Generation》登場。
天津垓（櫻木那智聲演／大陸配音：待定／台灣配音：陳彥鈞／香港配音：鄧肇基）
續作《假面騎士ZERO-ONE》中假面騎士Thouser的變身者，於《假面騎士令和The First Generation》結尾登場。
神山飛羽真（內藤秀一郎飾／台灣配音：／香港配音：簡懷甄）
續作《假面騎士聖刃》中假面騎士聖刃和假面騎士十聖刃的變身者，於《假面騎士聖刃 + 機界戰隊全開者 超級英雄戰記》登場。
新堂倫太郎（山口貴也飾／台灣配音：／香港配音：杜景煜）
續作《假面騎士聖刃》中假面騎士Blades的變身者，於《假面騎士聖刃 + 機界戰隊全開者 超級英雄戰記》登場。
富加宮賢人（青木瞭飾／台灣配音：／香港配音：劉達斌）
續作《假面騎士聖刃》中假面騎士Espada的變身者，於《假面騎士聖刃 + 機界戰隊全開者 超級英雄戰記》登場。
尾上亮（生島勇輝飾／台灣配音：／香港配音：陳力航）
續作《假面騎士聖刃》中假面騎士Buster的變身者，於《假面騎士聖刃 + 機界戰隊全開者 超級英雄戰記》登場。
緋道蓮（富樫慧士飾／台灣配音：／香港配音：樂家焜）
續作《假面騎士聖刃》中假面騎士劍斬的變身者，於《假面騎士聖刃 + 機界戰隊全開者 超級英雄戰記》登場。
大秦寺哲雄（岡宏明飾／台灣配音：／香港配音：黃尉斯）
續作《假面騎士聖刃》中假面騎士Slash的變身者，於《假面騎士聖刃 + 機界戰隊全開者 超級英雄戰記》登場。
尤里（市川知宏飾／台灣配音：／香港配音：鄧晟均）
續作《假面騎士聖刃》中假面騎士最光的變身者，於《假面騎士聖刃 + 機界戰隊全開者 超級英雄戰記》登場。
神代玲花（安潔拉芽衣飾／台灣配音：／香港配音：李詩婷）
續作《假面騎士聖刃》中假面騎士Sabela的變身者，神代凌牙的妹妹，於《假面騎士聖刃 + 機界戰隊全開者 超級英雄戰記》和外傳《假面騎士JEANNE&假面騎士AGUILERA with Girls Remix》登場。
神代凌牙（庄野崎謙飾／台灣配音：／香港配音：蔡威賢）
續作《假面騎士聖刃》中假面騎士Durendal的變身者，於《假面騎士聖刃 + 機界戰隊全開者 超級英雄戰記》登場。
五十嵐一輝（前田拳太郎聲演／台灣配音：／香港配音：黃尉斯）
續作《假面騎士REVICE》中假面騎士REVI的變身者，於《假面騎士聖刃 + 機界戰隊全開者 超級英雄戰記》跟假面騎士VICE一同登場。
拜斯（木村昴聲／香港配音：何家裕）
續作《假面騎士REVICE》中假面騎士VICE的變身者，五十嵐一輝體內所寄宿的惡魔，於《假面騎士聖刃 + 機界戰隊全開者 超級英雄戰記》跟假面騎士REVI一同登場。
五十嵐櫻（五十嵐さくら，いがらし・さくら）（井本彩花飾／香港配音：成樂怡）
續作《假面騎士REVICE》中假面騎士JEANNE的變身者，五十嵐一輝的妹妹，於外傳《假面騎士JEANNE&假面騎士AGUILERA with Girls Remix》登場。
阿基蕾拉/夏木花（アギレラ / 夏木花）（淺倉唯飾／香港配音：楊婉潼）
續作《假面騎士REVICE》中假面騎士AGUILERA和假面騎士DARK AGUILERA的變身者，於外傳《假面騎士JEANNE&假面騎士AGUILERA with Girls Remix》登場。
櫻井景和（佐藤瑠雅飾）
續作《假面騎士GEATS》中假面騎士TYCOON的變身者，於外傳《假面騎士TYCOON meets 假面騎士SHINOBI》的「忍者世界」時空中登場。

## 時劫者（Time Jacker）
斯瓦魯茲（兼崎健太郎、成瀬天馬（幼年期）飾／大陆配音：张恩泽／台灣配音：孟慶府（本篇）、陳彥鈞（夏季電影版）／香港配音：陳健豪）
本作最終反派，時劫者的首領和另類Decade的變身者。
他有著能將包括時間及其他時劫者在內的一切事物停止流動的強大力量。甚至能夠在肉身狀態下僅用一個響指就完全停止變身狀態的ZI-O的活動及其發出的必殺技能量攻擊，此外是個預判大師，在預判會收到襲擊時身體會虛化，因此無法對其行刺，全劇除了最後被擊殺外全部都在他預料之中。
與烏爾等人不同，向來我行我素，是个不理會對方想法便直接強行創造出另類騎士的冷澈之者。
製造另類騎士時的口頭禪為“我不會徵求你的同意”。
目前為止都是以自己的想法來帶領其他時劫者，其他的時劫者只是利用的棋子而已。
於第23話為得到假面騎士Kikai的力量而強行把另類Kikai的核心部分植入烏爾身上從而讓Kikai另類手錶誔生。
第24話結尾時打算將暗中製作的ZI-O另類手錶做為計畫的王牌使用。
第25話透過觀看天空上的獅子座主星-軒轅十四得知逢魔之日將提前到來，之後在烏爾說出另類ZI-O的出現與在一旁的歐拉驚訝之時告知兩人，另類ZI-O就是他製造的邪惡假面騎士之王。
第28話結尾時得知與白沃茲兩人除了暗中引導著莊吾與蓋茨兩人進行生死之戰外，還預謀著一項計劃。
第31話對月讀能將襲擊她的另類鄂鬥時間停止而訝異，因此為了確認真相而命令另類鄂鬥襲擊月讀，其後得知製造另類鄂鬥的目的在於引誘假面騎士鄂鬥上鉤。
第32話時在黑沃茲的質問下得知擁有賜與他人停止時間的能力，並告訴黑沃茲關於月讀的時間暫停能力之事及另類Agito的特殊能力
第38话中得知其为月读之兄长，将被乌尔从矢车想与影山瞬手上夺回的Fourze手表与银河手表交给月读后告知其必须使用时停力量阻止陨石落下否则庄吾与沃兹破坏陨石之行动将会因为时间不够而失败。
第42話給海東大樹時劫者的力量並要求服從，以異類ZI-OII手錶作為籌碼。
第43話公佈自己的目的並奪走歐拉以及月讀的時間操控之力，其後與海東大樹聯手將假面騎士Decade的力量奪走為己所用。作為交換條件，將戰敗於莊吾的加古川飛流手中的異類ZI-OII手錶交給海東。
第44話讓悖論惡路程式（No.108）變成異類drive並擬態成歐拉的樣貌來追殺烏爾，並且變身為異類Decade，並使用其能力在另類世界召喚黑暗騎士襲擊莊吾等人。
第45話利用小和田好勝的心，來創造被假面騎士W擊敗的大道克己，再利用蓋茨來創造逢魔之日而消失的白沃茲。
第46话中通过月津的隐约猜测可得知其意图为一步一步引导庄吾成为王后将自己杀死以消灭月读，嘲讽庄吾并逼迫其从牺牲自己救下月读、牺牲月读救下自己、接受命运成为逢魔时王的未来当中三选一，并于本集末尾当着庄吾面前杀死凑海遥。
第47话中可得知其真实意图为逐步引导常磐庄吾成王，将所有平成假面骑士世界统合为一个世界并将其毁灭。
第48話得知當初斯沃魯茲刪除了月讀的記憶並將其放逐才成了如今的情況，試圖故技重施但被眾人及時阻止。
第49話殺死月津并试图吸收逢魔时王之力量，但由于力量过于强大而被反噬，意图逃跑之际被月读重創，後被變成逢魔时王的庄吾殺死。
在外傳《假面騎士ZI-O NEXT TIME Geiz Majesty》中，在莊吾重启的新世界復活并成為了一行人的老師。
於續篇《RIDER TIME 假面騎士Decade VS ZI-O / Decade館的死亡遊戲》中為一名律師。
備註：其名字斯瓦魯茲（Schwartz）源自德文的黑色。
烏爾（板垣李光人飾／大陆配音：叮当／台灣配音：連婉鈞／香港配音：潘昀雋）
時劫者的成員和另類Kikai的變身者。
為了擁立能夠代替魔王的新王，在各時代創造出另類騎士。
有着天真的地方，享受引起與目的不同的騷動，很在意斯瓦魯茲將自己當小孩般對待。
第23話被斯瓦魯茲強行把另類Kikai的核心部分植入身體而成為另類Kikai。
第27話因對斯瓦魯茲的計劃相當困惑，於是接受黑沃茲的建議藉由加古川飛流來奪取白沃茲的變身能力。
第28話因變身能力被奪之事而被白沃茲算帳。
第38话中因为不愿意看到地球被陨石毁灭而从矢车想与影山瞬手上夺回被他们夺走的Fourze手表与银河手表，但随后手表则被斯瓦鲁兹夺走并交予位于2058年时间点之月读手上。
第43話時在斯瓦鲁兹野心暴露後，與歐拉一同逃離但被斯瓦鲁兹派出另類骑士追殺。
第44話從其口中得知，他與歐拉兩人其實是斯瓦魯茲從不同時代帶來的孤兒。
第45話由于另类Drive之原因而对欧拉不信任，還遭到月津一頓臭罵，此后被另类Drive袭击。在欧拉（本尊）出现之时放下对其的戒心，却在无防备的情况下被歐拉（本尊）偷袭而死，沒有說出遺言。
第49話在庄吾創造的新世界復活並成為了其学弟，尊称庄吾为“王道学长”。
在超戰鬥DVD《假面騎士BiBiBi的膽小月津》中與歐拉兩人有出現，但事實上是與兩人外貌相似的幽靈姊弟。
於續篇《RIDER TIME 假面騎士ZI-O VS Decade / 7人的ZI-O！》對莊吾有強烈的好感，為了保護莊吾而被逢魔ZI-O擊敗，時空回復後下落不明。
備註：其名字烏爾（Uhr）源自德文的時鐘。
歐拉（紺野彩夏飾／大陆配音：沈念如／台灣配音：劉如蘋／香港配音：吳茵）
時劫者的成員和劇場版登場的菲妮絲都是女性成員。
同樣是創造出另類騎士的人，打算擁立能夠代替魔王的新王，但與烏爾不同，她是個冷徹地完成工作的冷艷美人。
製造另類騎士之前勸誘對象的口頭禪為“有一個小小的壞消息和一個天大的好消息要告訴你”。
第23話发现斯瓦魯茲的邪惡目的，但於第24話中得知自己也想要另類Kikai的力量，並於預知未來的莊吾得知其中一個未來內想要將烏爾當傀儡操作并令前来支援的月读遭受炮火攻击惨死，但被識破而不成。
一直在斯瓦鲁兹面前声称时劫者之间是互相平等的存在，但实际上时劫者之力量均由斯瓦鲁兹所赋予這件事直到第43話才知道。
第43话被斯瓦鲁兹收回时劫者之力量后与乌尔一同逃离并被斯瓦鲁兹派出另类骑士追杀，后被海东大树给予冠位時王手表后将手表转交给庄吾，希望其击败斯瓦鲁兹。
第44話從烏爾口中得知，與烏爾兩人其實是斯瓦魯茲從不同時代帶來的孤兒。
第45話在乌尔被另类Drive袭击之时出现而令乌尔放下对其之戒心，但在无防备之情况下偷袭烏爾并将其殺死。
第46话持乌尔的发饰再次向斯瓦鲁兹交上投名状，但实际上是以乌尔之生命为代价重新从斯瓦鲁兹处获得时停之力后伺机偷袭斯瓦鲁兹，但被其识破意图而反被其杀死。
第49話在庄吾重启的新世界復活並成為了其学妹，对乌尔崇拜庄吾之情感到不解，但心裡暗戀蓋茨。
在超戰鬥DVD《假面騎士BiBiBi的膽小月津》中與烏爾兩人有出現，但事實上是與兩人外貌相似的幽靈姊弟。
於續篇《RIDER TIME 假面騎士Decade VS ZI-O / Decade館的死亡遊戲》為一名演員，但在途中推倒老人兩次和搶奪平底鍋。
於續篇《RIDER TIME 假面騎士ZI-O VS Decade / 7人的ZI-O！》在混亂中回復原本作為時劫者的力量和記憶，時空回復後與斯瓦魯茲離開了原本的時空。
備註：其名字歐拉源自意大利文的小時。
菲妮絲（生駒里奈飾／大陆配音：待定／台灣配音：劉如蘋／香港配音：李蔓宜）
帝德（大東駿介飾／大陆配音：待定／台灣配音：歐祖豪／香港配音：簡懷甄）

## Quartzer
常磐SOUGO（ISSA飾／大陸配音：待定／台灣配音：孟慶府／香港配音 : 伍博民）
上弦（齊藤秀翼飾／大陸配音：待定／台灣配音：馬伯強／香港配音：鄧港文）
下弦（木瓜鈴木飾／大陸配音：待定／台灣配音：孟慶府／香港配音：譚漢華）
黑沃茲（渡邊圭祐飾／大陆配音：皇贞季／台灣配音：陳彥鈞（本篇、夏季電影版）、孟慶府（冬季電影版）／香港配音：郭俊廷（本篇）、簡懷甄（所有劇場版）
假面騎士Woz的變身者，莊吾的侍從。
與另一時空的沃茲差別於該服裝是灰色系為主，原本的稱呼為沃茲，但由於另一個時空的沃茲的出現，莊吾等人為了方便分辨不同時空的沃茲，因此根據服裝主要色調稱呼他為黑沃茲，真實身份是Quartzer的成員，當初臥底於50年後反抗軍的一員。
來自未來的神秘預言者，手上經常拿着一本名為「逢魔降临」的书籍，時常阴魂不散地在莊吾的面前出現，說了猶如是預見了未來的話語後消失，不需要任何外力就能任意穿越時空。
雖然協助作為ZI-O的莊吾戰鬥，但似乎只為了正確地引導著他，目前他的目的暂未明。
典型例子為要協助莊吾成為魔王則理應讓其得到每一位主要平成假面騎士的騎士手錶以繼承力量，但月津接連持有Ghost、Drive、Faiz和Wizard的騎士手錶時亦並未堅持出手干預。
但在第8話莊吾放棄Wizard手錶的繼承權時仍然表示莊吾作為魔王的力量增強并已超出他能力的測量範圍，其判定標準尚未明確。
當向莊吾解答疑難時的口頭禪為「根據本書記載...」；而當莊吾使用了其中一個剛得手的騎士之力時的口頭禪為「祝賀吧，繼承全騎士之力量，穿越時空、通曉過去和未來的時之王者，其名為假面騎士ZI-O ■■裝甲！此刻正是其誕生的瞬間。」。
於第7話救下被斯瓦鲁兹扔下楼的月津，因为以前与月津有过交情。
但隨後便多次強調因月津與莊吾的成王之道並無關係而無需在乎他的生死。
於第8話起已被莊吾摸清行動模式而成為隨時隨地應莊吾召喚而現身解答問題的角色，最初的些許不滿情緒因莊吾承認其為助力者而消退。
「逢魔降临」一書似乎只記載了「莊吾正確地成為了魔王」的歷史，因此沃茲在面對書上未有記載的未來時會陷入迷惑。
正因爲三日後的莊吾回到現在而改變歷史從而令到其不滿，因而於第13話開始與時劫者合作。
第17話開始時出現在莊吾等人面前解釋白沃茲，並説出自己的顧慮 ----- 「逢魔降临」沒有記載到的未來，而且在白沃茲出現時與其對峙。
第27话将与庄吾战斗中的月津带走并告知其Geiz Revive手錶的副作用但反被其打倒在地，后与乌尔和加古川飞流两人联手夺取了白沃兹的变身能力，后变身为假面骑士Woz与月津对峙，虽仍然不敌但成功利用Geiz Revive手錶的副作用削弱了月津。
第28话结尾搬入九时五时屋，但是月津对于他的入住表示十分不满。
第29話由月讀之口透露與月津關係不佳的原因，並在第30話互道心聲，見證了莊吾變身ZI-O三位一體、迎來新的逢魔之日后與白沃茲交換意見并目睹其消散。
第33話因為莊吾生日而煩惱該如何莊重的祝福。
第41話歷史改變後雖保留歷史改變前的記憶，但因逢魔降临的內容改變而選擇改為協助加古川飛流。
第42話在莊吾趕往幫助月读時出現與其對峙，但兩人皆因內心掙扎不願與對方為敵而放行。
第43話在斯瓦鲁兹夺取月读力量之时出手相救并带走月读与庄吾汇合，向莊吾解釋服從加古川飛流是為了探查其行動本身並無失憶，此后在与加古川飞流对战前更说出了“魔王前来击败冒牌货”之宣言。
第45话之初出手救下庄吾与月津，此后在另类Drive袭击乌尔之时出手相救。
第46话和莊吾及白沃茲串通，借助假面騎士Eternal的力量令困在另类世界的月津及一眾少年回來原來世界，并与回到现实世界的月津一同迎战黑暗骑士。
第47话与月津一同在前往消滅Smash時遇到魔進追迹者并被其击败至解除变身。
第48话被门矢士派得保护月读之任务，随后在庄吾在2068年与逢魔时王战斗之时使用三阶手表之召唤。然后因庄吾与逢魔时王交流前解除变身之原因而回到2019年。
最終話在重新創造的新世界中暗中觀察莊吾等人的未來，似乎是唯一記得舊世界歷史的人。
於劇場版《假面騎士令和The First Generation》莊吾重新啟動的世界當中，因ZERO-ONE世界的影響，使的原本分離的騎士世界在再度合而為一，從手中持有了一本名為『真逢魔降臨曆』的書籍，而書中只保留著了一頁「新時代，起始的騎士誕生」的頁面內容，講述了新時代最初的騎士《假面騎士ZERO-ONE》誕生的故事。
外传《假面騎士ZI-O NEXT TIME Geiz Majesty》中，跟海東大樹同心協力阻止了白沃茲的野心。
名字取自於蘋果公司（原稱蘋果電腦公司）創辦人之一——被稱為神奇巫師沃茲（Wonderful Wizard of Woz）的斯蒂芬·蓋瑞·沃茲尼克。
備註：演員渡邊圭祐亦擔任每話標題前講解劇情的角色。

## 戰國時代
織田信長（前野朋哉飾／香港配音：袁德基）
牛三（若林時英飾／香港配音：林筠翔）
克萊拉‧斯坦伯特（蒼葉惠瑠飾／香港配音：李蔓宜）
彼得羅（Caleb Bryant飾／香港配音：伍博民）

## 2068年的未來
明光院月津（押田岳飾／大陆配音：刘明月／台灣配音：歐祖豪（本篇、所有電影版）／香港配音：陳啟熾（本篇)、黃尉斯（所有劇場版)、簡懷甄（外傳Starnext）
假面騎士Geiz變身者，18歲至19歲。
來自50年後的未來的反抗軍的戰士之一，而時空驅動器還有Geiz、Ghost和Drive騎士手錶從逄魔時王偷來，在與魔王的戰鬥中經歷了一番苦戰。因此決定要在魔王覺醒之前就消滅他，為了奪去還没成为魔王的莊吾的生命而現身2018年的世界。但被同樣來自2068年的世界的月讀說服了「有必要監視莊吾會否成為真正的魔王」，因此不情願地同意了。
在EP02至EP09之間和月讀一起生活在莊吾居往的九時五時屋的2樓，直到EP10自行搬走，隨後在EP12時再次回到九時五時屋居住。
EP11有與時劫者合作的意願，但因無法接受其放任另類鎧武傷人反被其放逐至海姆冥界，並遇到了同被放逐於此的驅紋戒斗，而EP12時和戒斗成功發現了通往現實的缺口，在其激發下成功逃脫並將被丟至海姆冥界的鎧武手表還給莊吾。
雖然對莊吾為解決另類騎士的事件而積極變身為假面騎士一事感到不快，但總是有意無意地說出與解決事件有關的話語從而引導天賦異稟的莊吾發現線索。
對莊吾始終充滿敵意，只要後者有稍許與自身主張相違背的行動就會認為其有走上魔王之路的可能性而惡語相向甚至大打出手。於第12話結尾態度已有所緩和。於第19話起因長期的相處而猶豫，於第24話得知他有透過夢境創造未來的能力。
EP13因追擊另類Ghost途中被假面騎士Decade打敗。
EP15開頭勸說莊吾捨棄時空驅動器以規避成為逢魔時王的未來未果，之後因大魔神和家臣先後現身而徹底覺悟要殺死莊吾，為此更不惜藉助身為時劫者協力者的門矢士的力量。
EP22後段因追擊另類龍牙而死亡，幸莊吾用ZI-O II騎士手錶倒流時間而逃過一劫。
EP26目擊2009年車禍事件，認為月讀是因為自己的搖擺不定導致下落不明而下定決心，成功使用Geiz Revive手錶變身。但事后被黑沃兹告知Geiz Revive手錶的原理是压缩时间并透支其生命力，而使用Geiz Revive手錶数次后出现了七窍流血的症状。
EP28与庄吾冰释前嫌后和月读两人搬回九时五时屋，但是对于黑沃兹也入住九时五时屋感到不满。
EP29由月讀之口透露與黑沃茲關係不佳的原因，並在之後的EP30互道心聲，同時也表示想要見證自己與莊吾能創造怎樣的未來。
EP41因歷史改變而不認識莊吾，更因為莊吾擁有時王之力以及莊吾危急的時候被烏爾幫助脫困而視莊吾為敵人。
EP42不忍心看莊吾被異類時王II痛殴而救下前者，在休息過程聽了莊吾述說曾經與他的相處並半信半疑，之後由此舉止可知恢復以前跟莊吾的亦敵亦友關係。
EP43重新与庄吾同行，与沃兹一同对战另类骑士之时果断的不相信自己是其部下的话语，并在击败加古川飞流后恢复记忆。
EP44聽了Aqua的勸說以及莊吾跟烏爾的對話，開始猶豫究竟要不要回到2069年。同话在和庄吾一同与另类Drive交战期间被压制幸得乌尔出手相救，但被斯瓦鲁兹带到另类世界与黑暗骑士战斗并落败。
EP45之初表示了对乌尔的明显不信任，但在乌尔遭受袭击之时仍出手救下其，随后在庄吾与另类Drive交战之时离开战场前往救援月读但进入斯瓦鲁兹之陷阱，被其困在另类世界。
EP46因庄吾、黑沃兹与白沃兹的计策而得以被ZI-O三阶手表之召唤能力所救回现实世界，并与黑沃兹一同迎战黑暗骑士，并且在最后隐约猜出了斯瓦鲁兹的真实目的。
EP47在前往消滅Smash時遇到魔進追迹者并被其击败至解除变身，但利用言语讓其回想與詩島剛的經歷。
EP48被门矢士派得牵制斯瓦鲁兹之任务，随后在庄吾在2068年与逢魔时王战斗之时使用三阶手表之召唤而免于受到斯瓦鲁兹之攻击。然后因庄吾与逢魔时王交流前解除变身之原因而回到2019年。
LAST（EP49）為救解除了變身的庄吾而被斯瓦魯茲杀死，临死前希望莊吾成为逢魔時王。
结尾在庄吾重启後的新世界復活後出現。
於劇場版《假面騎士令和The First Generation》從身上掉出的錶頭中，恢復了舊世界的記憶及騎士力量。
在外传《假面騎士ZI-O NEXT TIME Geiz Majesty》中在黑沃茲和海東合作下，和莊吾及有日菜三人當中唯一恢复旧世界记忆的人，從白沃茲身上再次獲得時空驅動器及騎士錶頭，也在海東大樹的幫助下取得與Grand ZI-O力量同等的Geiz Majesty之力量。
月讀（大幡詩繪理、松島由依（幼年期）飾／大陆配音：常蓉珊／台灣配音：劉如蘋（本篇）、楊凱凱（冬季電影版）／香港配音：楊婉潼（本篇）、王慧珠（所有劇場版）
假面騎士Tsukuyomi（月讀）的變身者。
本名阿爾卑娜，是來自50年後未來的少女，18歲至19歲，喜歡吃辣。
為了追趕意氣用事的月津到2018年的世界，快一步接觸了莊吾。
勸阻月津不要抹殺莊吾，而是影響他不獲得魔王的力量，同时也認同他強烈的正義感以及超越想像的力量，全力協助他的戰鬥，但後於第22話起因他能使用控制時間的能力而害怕他成為逢魔時王，隨後開始將他視為敵人。之後爲了阻止莊吾成爲魔王而穿越自2009年调查巴士车祸，却遭遇当时的斯沃鲁茲，为了从其手下救出年幼的庄吾而向其开枪，卻因此引發巴士車禍的慘劇，更間接扭曲了加古川飛流的性格。
第24話因月津的遲疑而令歐拉能再度停止時間搶先輸入另類機械的正確密碼製作出另類機械手錶，因此被烏爾射出的多發炮火擊中慘死，幸因倒地的莊吾用ZI-O II騎士手錶倒流時間而逃過一劫。
在巴士车祸中被门矢士救下并见证了当时的一切事件后被门矢士送回2019年，阻止了庄吾与月津的争斗并与蓋茨重新搬回九時五時屋。
第31話得知在被反抗組織收留前，並無過去的記憶，因此想不起來自己的真名，而「月讀」這個名字則是她在反抗軍時的代稱。
同話在另類Agito将要袭击其与尾室隆弘之危急关头无意中爆發出時間停止能力，引起斯瓦鲁兹的好奇並使喚另類Agito襲擊她。
第32話中使用能力協助莊吾等人擊倒另類Agito。
第37话时由门矢士带领其前往2058年以试图找回失去的记忆，后在第38话中遇见小时候的自己以及斯瓦鲁兹，并从其口中得知陨石坠落必须要以她的力量阻止否则必将失败，在取回被影山瞬与矢车想夺走后被乌尔夺回的Fourze手表与银河手表后与门矢士回到2019年并使用其时停能力将陨石停止以便庄吾与沃茲能破坏陨石。
第41話因歷史改變而不認識莊吾，甚至因為其魔王的身份而攻擊他。
第42話相信莊吾講述過去的說詞，並也試著說服月津，為了引莊吾跟加古川飛流戰鬥，遭烏爾和其他異類騎士綁架。
第43话中被斯沃鲁茲告知其真實身份為妹妹之事实且作為另一个世界线的王族后裔，被选为下任的王，但被斯沃鲁茲所嫉恨，被其封印记忆并放逐至2068年逢魔ZI-O之世界线，随后被斯沃鲁茲夺取力量但被闯入的沃茲救走，加古川飞流被击败后恢复原本世界之记忆。
第44話被門失士解釋到自己因為與斯沃鲁茲處於不同時間但卻在此，表示時空為錯亂的，也更是跟Aqua說在這時空莊吾才能避免當成逢魔ZI-O，卻被Aqua反駁說自己生在2068年更會讓莊吾踏上這條逢魔之路。
第45话與Aqua製定計劃從斯沃鲁茲那奪回自身能力，卻因斯沃鲁茲變身另類Decade而失敗。
第48话莊吾回到2068年接觸了月讀將空白手錶塞给了她，使2019年的月讀得到變身为假面騎士月讀的手錶。
第49話背叛夥伴回到斯沃鲁茲的身邊，但实际上是伺机在其被逢魔时王力量反噬而虚弱逃跑之时偷襲，但反被其击飞，最终由于斯沃魯兹之死破坏时间线统一性而消失。
結尾在莊吾重啟後的新世界復活後出現。
於劇場版《假面騎士令和The First Generation》從身上掉出的錶頭中，恢復了舊世界的記憶及騎士力量。
在補完計劃第1.5集裡提到名字取自於日本神話中月神「月讀」，另外根據官方公式寫真本《假面騎士時王 完全閱讀手冊》提及阿爾卑娜之名取自於瑞士日內瓦的知名同名腕錶廠商「Alpina」。
逢魔ZI-O（高岩成二飾，小山力也聲／大陆配音：图特哈蒙／台灣配音：蔣鐵城（本篇、夏季電影板）／香港配音：黃志成（本篇）、簡懷甄（所有劇場版）
以恐怖統治著2068年的未來、奪去人們的笑容和希望，最兇惡的魔王，真實身份為（50年後）2068年的常磐莊吾 。
於第1話先行在月讀為莊吾播放的紀錄影片中登場，站在原地、僅僅動手就全滅了大批反抗軍。
據沃茲所宣稱，繼承了自2000年至2068年全部假面騎士的力量，更在未來樹立從空我至Build的巨大騎士塑像及常磐莊吾第一次變身的塑像。
據月讀所宣稱，通過操縱7臺大魔神破壞并統治了整個世界，在2068年時點世界的人口僅有2018年時的一半。
於第15話正式以未變身姿態登場，使役假面騎士龍騎的契約獸無雙龍將來到2068年的莊吾和月讀帶到自己面前，通過自己的長相及與莊吾一模一樣的兒時夢境正式確認為2068年的莊吾。
對莊吾要成為最善魔王的行為和他人要改變逢魔時王的毀滅未來的事情處於完全不擔心的地步，並認為自己絕對不會放棄稱王。
第15話中得知其掌握著全部平成騎士的騎士手錶，並且僅僅啟動手錶便能使用壓制ZI-O Decade裝甲強化過的平成騎士技能的能力。
面對因確認自己身份而絕望的莊吾仍宣言「我就是最高最善的魔王」，并直接告知莊吾若不想成為自己、捨棄時空驅動器即可。
第16話因為常磐莊吾丟掉腰帶而一時之間失去了存在，但於之後重新下定決心的莊吾繼續變身成ZI-O後，則恢復其存在。
第30話結尾透過海東大樹的穿越世界極光幕的能力與莊吾見面並說道：你還缺少六個騎士的手錶，當收齊時將稱霸為王。
第40話結尾將獲得堂皇時王之力的莊吾傳送到2068年的世界並與其對戰。
第41話前半段因為年輕時的莊吾尚未獲得假面騎士Drive的力量而戰勝，並感知到了加谷川飛流改變了時間流向（2019年），之後推測把假面騎士Drive的力量借給莊吾使用。
第48话由于常磐庄吾回到了故事开始前之时间点，而自己并没有关于此的记忆而感到疑惑，随后与变身为三阶的庄吾对峙并猜出了其打算牺牲自己的目的，在把庄吾送回2019年后感叹于庄吾的徒劳执念而赐予月读变身假面骑士之力量。
最終話時再次與莊吾見面，並在得知莊吾與他選擇不同道路後，很高興莊吾的選擇而消散於時間之中。
於《劇場版 假面騎士ZI-O Over Quartzer》在莊吾被Quartzer的首領擊敗被丟入上空時空遂道重置平成歷史的時候從莊吾的夢中出現點醒莊吾說自己一直以來想成為王的真正原因，也賜予了莊吾逢魔時王的力量，從莊吾的手中誕生出了逢魔時王騎士錶頭。
在外傳《假面騎士ZI-O NEXT TIME Geiz Majesty》開頭在月津的夢中出現。
於續篇《RIDER TIME 假面騎士Decade VS ZI-O / Decade館的死亡遊戲》因力量用盡而被困在時空夾縫中。
於《假面騎士聖刃 + 機界戰隊全界者 超級英雄戰記》於「西遊記」的世界成為了引導桃太洛斯一行人取得聖經的魔王。
家臣（津田健次郎聲／大陆配音：刑子浩／台灣配音：待定／香港配音：黃志明）
來自50年後侍奉逢魔ZI-O的機器人家臣。
於第15話被逢魔ZI-O授予命令，而從2068年穿越到現代抹殺月讀和月津。
第16話因為常磐莊吾丟掉腰帶改寫歷史的瞬間而停止機能，後被斯瓦魯茲改寫程式而向莊吾出手，後而被重新獲得腰帶的莊吾和月津聯手消滅。
雖然並不聽從2018年的莊吾停止攻擊月讀和月津的命令，但在ZI-O被Decade壓制時仍出手相助。
擅長槍術，背部展開後還能發射破壞光線。
在《劇場版 假面騎士ZI-O Over Quartzer》則有複數量產登場。
在外傳《假面騎士ZI-O NEXT TIME Geiz Majesty》由另類Diend召喚出來。

## 另一個2068年的未來
白沃茲（渡邊圭祐分飾／大陆配音：皇贞季／台灣配音：陳彥鈞／香港配音：郭俊廷）
假面騎士Woz和另類Diend的變身者，月津的侍從。
與另一時空的沃茲差別於該服裝是白色系為主，一樣手拿著書，但不同的是可以隨意一改寫書中的內容，並將描述的未來內容事象會化為現實
來自假面騎士Geiz將逢魔時王殺死後的另一個未來的沃茲，並稱呼明光院月津其為我的救世主。
莊吾等人為了方便分辨不同時空的沃茲，因此根據服裝主要色調稱呼他為白沃茲。
從第27話中因為烏路的計謀被黑沃茲奪走騎士手錶進而無法變身。
第28話找其算帳並放話說無論逢魔之日是誰勝出的都不影響我們的計畫，該話結尾因為月津沒有擊敗莊吾而與斯沃鲁茲合作。
第29話中因為月津不願配合其計畫打倒時王而從舒華路茲手中得到了另類劍的另類手錶，並讓栗原天音變身成另類劍，藉此把相川始和劍崎一真引來讓兩者戰鬥，企圖利用Joker的力量毀滅世界。
第30話被莊吾挑明「若要讓未來變成自己想要的樣子就應努力戰鬥并創造」后改變心意，將自身與ZI-O II手錶、Geiz Revive手錶共鳴產生的ZI-O三重手錶託付給莊吾，在與黑沃茲交換關於新的逢魔之日的意見后表達了對莊吾作為黑沃茲夥伴與魔王的鐘意和羨慕，提醒黑沃茲當心斯瓦魯茲后消失，後來透過斯沃鲁茲的力量而重新出現。
第46话和莊吾及黑沃茲串通，借助假面騎士Eternal的力量令困在另类世界的月津及一眾少年回來原來世界。最後在消失前想道出斯沃鲁茲的真正目的時被他所阻止。
在外传《假面騎士ZI-O NEXT TIME Geiz Majesty》中，在庄吾重启的新世界中重新出现在月津面前，并且手持与「逢魔降临」相似的名为「救世主传说」的书籍，跟海東大樹戰鬥期間，奪走了海東騎士的力量，成為另類Diend。

## 平成假面騎士系列原有人物
大杉忠太（田中卓志飾／大陆配音：郭盛／台灣配音：陳彥鈞／香港配音：竺諺鴻）
原作《假面騎士Fourze》中為天之川學園高中的教師，也是如月弦太朗等人所屬的假面騎士部顧問，於第5-6話客串。
在本作的時間點已成為前任顧問，並把弦太朗留下來的Fourze騎士手錶交給來到天之川學園高中的莊吾等人。
近藤大太（Catcher中澤飾／大陸配音：待定／台灣配音：歐祖豪／香港配音：黃尉斯）
原作《假面騎士×假面騎士 Wizard & Fourze MOVIE大戰Ultimatum》中為天之川學園高中的學生兼「少年同盟」成員之一，於第5話客串。
在本作的時間點已成為假面騎士部的成員，與根津誓夫兩人將莊吾等人帶領到假面騎士部的社團教室內。
根津誓夫（原勇弥飾／大陸配音：待定／台灣配音：孟慶府／香港配音：樂家焜）
原作《假面騎士×假面騎士 Wizard & Fourze MOVIE大戰Ultimatum》中為天之川學園高中的學生兼「少年同盟」成員之一，於第5話客串。
在本作的時間點已成為假面騎士部的成員，與近藤大太兩人將莊吾等人帶領到假面騎士部的社團教室內。
泉比奈（高田里穂飾／大陆配音：闫夜桥／台灣配音：劉如蘋／香港配音：顧詠雪）
原作《假面騎士OOO》中為刑警泉信吾之妹，於第9-10話客串。
因爲歷史改寫的關係，所以並不認識映司。
目前在檀氏基金會的服裝部工作，因為反抗黎斗而遭其監禁。
雖然歷史被改寫，但其擁有怪力的設定仍然被保留。之後憑此能力幫助同樣遭到監禁的映司逃脫出去。
鴻上光生（宇梶剛士飾）
原作《假面騎士OOO》中鴻上基金會的會長，於《假面騎士聖刃 + 機界戰隊全界者 超級英雄戰記》登場。
八王子涉谷（溝口琢矢飾／大陆配音：吴晛／台灣配音：孟慶府／香港配音：張振熙）
原作《假面騎士Ghost》中為大天空寺院的修行僧之一，於第13-14話客串。
成田（勸修寺玲旺飾／大陆配音：林帽帽／台灣配音：歐祖豪／香港配音：陳健豪）
原作《假面騎士Ghost》中為大天空寺院的修行僧之一，於第13-14話客串。
深海花音（ふかみ かのん）（工藤美櫻飾）
石動美空（いするぎ・みそら）（高田夏帆飾／大陸配音：待定／台灣配音：楊凱凱／香港配音：駱慧怡）
原作《假面騎士Build》新世界中擔任咖啡廳nascita服務員，於《假面騎士平成Generations Forever》中登場。
瀧川紗羽（たきがわ さわ）（瀧裕可里飾）
原作《假面騎士Build》中自由新聞記者，於外傳《假面騎士JEANNE&假面騎士AGUILERA with Girls Remix》登場。
車長（オーナー）（石丸謙二郎飾／大陸配音：待定／台灣配音：孟慶府／香港配音：盧傑）
原作《假面騎士電王》Den-Liner的車長，於《假面騎士平成Generations Forever》和《假面騎士聖刃 + 機界戰隊全界者 超級英雄戰記》中登場。
風麵老闆（風麺マスター）（道木廣志飾／大陸配音：待定／台灣配音：孟慶府／香港配音：待定）
原作《假面騎士W》拉麵攤風麵的老闆，於《假面騎士平成Generations Forever》中登場。
在翔太郎離開時所託，把劇場版中關鍵的W騎士手錶交給在危險時拯救自己的人。
鳴海亞樹子（なるみ あきこ）（山本光飾）
原作《假面騎士W》中鳴海偵探事務所的社長，照井龍的妻子，於外傳《假面騎士JEANNE&假面騎士AGUILERA with Girls Remix》登場。
大久保大介（津田寬治飾／大陆配音：待定／台灣配音：陳彥鈞／香港配音：何偉誠）
原作《假面騎士龍騎》中為ORE新聞社社長，於第21-22話客串。
在本作的時間點上因為ORE新聞社倒閉的關係，失去人生目標而整天釣魚度日。
後因城戶真司的到來而重新振作，並再次邀請真司一起再創事業。
栗原天音（梶原光飾／大陆配音：待定／台灣配音：連婉鈞／香港配音：石梓晴）
風谷真魚（秋山莉奈飾／大陆配音：待定／台灣配音：連婉鈞／香港配音：黃紫嫻）
原作《假面騎士鄂鬥》中為超能力者，於第31-32話客串。
尾室隆弘（柴田明良飾／大陆配音：待定／台灣配音：陳彥鈞／香港配音：張振熙）
次狼（松田贤二飾／大陸配音：待定／台灣配音：歐祖豪／香港配音：楊耀泰）
麻生百合（高橋優飾／大陸配音：待定／台灣配音：連婉鈞／香港配音：林芷筠）
古利姆‧斯坦伯特（Chris Peppler聲／大陆配音：待定／台灣配音：孟慶府／香港配音：梁志達）
原作《假面騎士Drive》中假面騎士Drive驅動器內藏的人工智能，於《劇場版 假面騎士ZI-O Over Quartzer》中登場。
原作中本以逝世，在本作專屬劇場版的時間點以身前留存的數據影像方式作為登場。
於獨立劇場版中發出求救訊息委托莊吾及剛等人保護自己自身的歷史，防止Drive及Mach消失的危機，免於被Quartzer的侵略，於事件結束後把原本Drive的騎士錶頭給與了莊吾等人，在全部平成假面騎士錶頭收集齊全之後，從莊吾等人身旁消失。
鳴瀧（奧田達士飾）
原作《假面騎士Decade》中以殺死Decade/門矢士為目的神祕男人，於續篇《RIDER TIME 假面騎士Decade VS ZI-O / Decade館的死亡遊戲》登場，為了協助被關在時空縫隙中恢復力量的逢魔ZI-O，成為了舉辦遊戲的面具男。
大門凛子（高山侑子飾）
原作《假面騎士Wizard》中國家安全局0課的刑事，於外傳《假面騎士JEANNE&假面騎士AGUILERA with Girls Remix》登場。

### 未在劇中實際登場的平成騎士原作相關人物
園田真理
原作《假面騎士555》中為乾巧的好友兼搭檔。
並沒有實際在本劇登場，在有關時劫者於2003年製造另類Faiz之後僅僅帶過。
月村朱里
原作《假面騎士Ghost》中為天空寺尊的青梅竹馬。
並沒有實際在本劇登場，僅在尊講述不知火功能時提及。
立花日菜佳
原作《假面騎士響鬼》中為立花勢地郎的次女，也是轟的女友，猛士組織的成員。
並沒有實際在本劇登場，僅在轟鬼口中提及。
小川恵里
原作《假面騎士龍騎》中秋山蓮的伴侶，並沒有實際在本劇登場，只在《RIDER TIME 假面騎士龍騎》秋山蓮口中提及。

## 未來假面騎士相關人物
神蔵紅芭（華村飛鳥飾／大陸配音：待定／台灣配音：楊詩穎／香港配音：羅婉楓）
處於「忍者世界」的時空中神藏蓮太郎的妹妹，闇之忍者集團·虹蛇的公主，於《RIDER TIME 假面騎士Shinobi》及《假面騎士TYCOON meets 假面騎士SHINOBI》登場。
蒲之師傅（姜暢雄飾）
處於「忍者世界」的時空中神藏蓮太郎的師傅，於《RIDER TIME 假面騎士Shinobi》及《假面騎士TYCOON meets 假面騎士SHINOBI》登場。
天草四郎時貞（橋本祥平飾）
處於「忍者世界」的時空中闇之忍者集團·虹蛇的首領，同時也是傑羅尼莫的變身者，於《假面騎士TYCOON meets 假面騎士SHINOBI》登場。
伊絲（鶴嶋乃愛飾／大陸配音：待定／台灣配音：穆宣名／香港配音：李蔓宜）
福添准（兒嶋一哉飾／大陸配音：待定／台灣配音：待定／香港配音：簡懷甄）
續作《假面騎士ZERO-ONE》中飛電Intelligence的副社長，於《假面騎士令和The First Generation》登場。
謝絲塔（成田愛純飾／大陸配音：待定／台灣配音：待定／香港配音：王慧珠）
續作《假面騎士ZERO-ONE》中福添准的的AI助理，於《假面騎士令和The First Generation》登場。
山下三造（佐伯新飾／大陸配音：待定／台灣配音：待定／香港配音：陳健豪）
續作《假面騎士ZERO-ONE》中飛電Intelligence的專務董事，於《假面騎士令和The First Generation》登場。
飛電是之助（西岡德馬飾／大陸配音：待定／台灣配音：待定／香港配音：周鑫霆）
續作《假面騎士ZERO-ONE》中飛電或人的祖父，飛電Intelligence的創辦人兼初代社長，於《假面騎士令和The First Generation》登場。
威爾 （和田聰宏飾／大陸配音：待定／台灣配音：待定／香港配音：鄧肇基）
續作《假面騎士ZERO-ONE》中飛電是之助的AI助理，同時也是另類ZERO-ONE的變身者，於《假面騎士令和The First Generation》登場。
須藤芽依（川津明日香飾）
續作《假面騎士聖刃》中負責神山飛羽真所寫的小說的新人編輯，於《假面騎士聖刃 + 機界戰隊全開者 超級英雄戰記》登場。
蘇菲亞（知念里奈飾）
續作《假面騎士聖刃》中服侍於『真理之劍』的書之守護者，於《假面騎士聖刃 + 機界戰隊全開者 超級英雄戰記》登場。
露娜（成年）（横田真悠飾）
續作《假面騎士聖刃》中神山飛羽真和富加宮賢人的童年玩伴，於《假面騎士聖刃 + 機界戰隊全開者 超級英雄戰記》中以成人的姿態登場。
拜斯（木村昴聲）
拉布科芙（伊藤美來聲）
續作《假面騎士REVICE》中五十嵐櫻體內寄宿的惡魔，於外傳《假面騎士JEANNE&假面騎士AGUILERA with Girls Remix》登場。
櫻井沙羅（志田音音飾）
續作《假面騎士GEATS》中櫻井景和的姐姐，於外傳《假面騎士TYCOON meets 假面騎士SHINOBI》的「忍者世界」時空中登場。

## 另類騎士（Another Rider）
籃球選手（森大成飾／大陆配音：阎么么／台灣配音：待定／香港配音：李家傑）
另類Build的變身者。
本在歷史的時間點（2017年）下因撿籃球而車禍身亡，後在烏爾的蠱惑及為了避免自己死亡下與他訂下契約。
後在另類Build被打倒的時空下存活，卻對自己發生的事感到莫名其妙。
第25話時遭到襲擊而昏迷。
飯田（兒玉貴志飾／大陆配音：李铫／台灣配音：待定／香港配音：郭俊廷）
另類EX-AID的變身者。
其子本在歷史的時間點（2016年）因心臟衰竭所苦，後在歐拉的蠱惑及為了拯救兒子性命下與她訂下契約。
後在另類EX-AID被打倒下失去相關的記憶，後在莊吾的協助下令其子得以接受治療。
第25話時遭到襲擊而昏迷。
佐久間龍一（水石亞飛夢飾／大陆配音：待定／台灣配音：待定／香港配音：張振熙）
另類Fourze和另類Faiz的變身者。
山吹花梨的戀人，與她同為流星塾出身的孤兒。
本在歷史的時間點（2003年）因為車禍意外失去花梨，後在歐拉的蠱惑及為了使花梨復活下與她訂下契約。
後在歷史的時間點（2011年）因為另類Faiz的力量即將喪失，後被斯瓦魯茲植入另類手錶而成為另類Fourze。
後在另類Faiz跟另類Fourze被打倒後，在與花梨告別、被託付要開始屬於自己的新生活後，看著花梨在自己的眼前消散。
第25話時遭到襲擊而一度昏迷。
早瀨（粟島瑞丸飾／大陆配音：待定／台灣配音：待定／香港配音：梁皓翔）
另類Wizard的變身者。
魔術屋「木之下」的幕後工作人員，暗戀著雇主木之下香織。
本在歷史的時間點（2012年）得知「木之下」即將關門大吉，後在烏爾的蠱惑及為了避免「木之下」倒閉下與他訂下契約。
獲得力量後本只將其用於魔術表演，藉此成為魔術屋的招牌人物，但在得知長山與香織訂婚後陷入絕望並將其力量惡用。
後在另類Wizard被打敗後，莊吾向沃茲借了一部Faiz Phone X，讓其打給2012年的自己，並提醒過去的自己鼓起勇氣向香織表白。
第25話時遭到襲擊，後在第26話時再次遭到襲擊而昏迷。
 檀黎斗（岩永徹也飾／大陆配音：郝祥海／台灣配音：待定／香港配音：黃尉斯）
原作《假面騎士EX-AID》登場的角色，假面騎士Genm的變身者，在本作成為另類OOO的變身者，於第8-10話客串。
阿修羅（友常勇氣飾，大陆配音：胡霖／台灣配音：待定／香港配音：梁皓翔）
另類鎧武的變身者。
原為巴隆隊成員，本在歷史的時間點（2013年）被戒斗逐出隊伍，被斯瓦魯茲植入另類手錶而變身成另類鎧武。
獲得力量後將反對自己的巴隆隊成員放逐到海爾冥界森林，藉此登上團長的位置。
最後在另類鎧武被打倒後，被脫離海爾冥界森林的戒斗斥責說「不靠自己的實力登上巔峰的人，是沒有任何容身之處的。」并再次遭到戒斗放逐。
雖在另類鎧武事件結束後不再登場，但第25話時依照加古川飛流已獲得另類鎧武的力量推斷其已遭到加古川飛流襲擊。
牧村（堀池直毅飾／大陆配音：待定／台灣配音：待定／香港配音：李家傑）
另類Ghost的變身者。
職業為警察，本在歷史的時間點（2015年）為保護妹妹而被墜落的鋼筋砸中，在瀕死之際被烏爾植入另類手錶而變身成另類Ghost。
在第14話尊與莊吾穿越至2015年事發之時前，雖然依然成爲另類Ghost，但因尊的力量令其避免被鋼筋砸中而死亡。
最後在另類Ghost被打倒后與妹妹美香回歸正常生活。
雖在另類Ghost事件結束後不再登場，但第25話時依照加古川飛流已獲得另類Ghost的力量推斷其已遭到加古川飛流襲擊。
久永陽（福崎那由他飾／大陆配音：待定／台灣配音：江志倫／香港配音：楊啟健（公映）、李家傑 （StarNext））
另類電王（聯動劇場版）的變身者。
信吾的弟弟，2000年1月29日生，18歲，掌握《假面騎士平成Generations Forever》故事的重要關鍵，喜歡假面騎士的少年。
久永信吾（Hisanaga Shigo）（齋藤汰鷹飾／大陆配音：待定／台灣配音：連婉鈞／香港配音：張彩虹（公映）、駱慧怡（StarNext））
另類究極空我(融合狀態下)的變身者。
7歲少年（2000年時空），久永當的哥哥，本身是名特異點，因此被泰德派遣另類騎士追擊，於《假面騎士平成Generations Forever》登場。
泰德（大東駿介飾／大陆配音：待定／台灣配音：歐祖豪／香港配音：簡懷甄（公映）、郭俊廷（StarNext））
另類空我及另類究極空我的變身者
另類W（伊藤健太郎聲演／大陆配音：待定／台灣配音：待定／香港配音：楊啟健）
於《假面騎士平成Generations Forever》登場。
於劇場版中受帝德命令下追擊久永信吾的另類騎士，變身者不明。
神藏蓮太郎（多和田任益飾／大陆配音：李轻扬／台灣配音：待定／香港配音：梁皓翔）
另類Shinobi的變身者。
在莊吾的夢中（2022年）為假面騎士Shinobi的變身者，而在2019年的時候因爲朋友打抱不平而遭到流氓打傷，之後為了擁有消滅惡人的能力而被烏爾植入另類手錶變身成另類Shinobi，然而每被莊吾打敗一次，就會被斯沃魯茲重新植入表頭，直到被沃茲用忍者形態打敗後才徹底恢復。
堂安保（齊藤陽一郎飾／大陆配音：刘琮／台灣配音：待定／香港配音：羅偉亮）
另類Quiz的變身者。
堂安主水的父親。
在2019年時因為研究陷入瓶頸，為了獲取知識而與歐拉訂下契約成為另類Quiz，並運用此力量攻擊其他研究人員。
鏡像（鏡世界）的城戶真司（鏡像（ミラーワールド）の城戸真司）（須賀貴匡飾／大陆配音：待定／台灣配音：孟慶府／香港配音：羅偉傑）
另類龍牙的變身者。
原為假面騎士龍牙的變身者。
烏爾（板垣李光人飾／大陆配音：叮当／台灣配音：連婉鈞／香港配音：潘昀雋）
另類Kikai的變身者。
加古川飛流（佐久間悠、邊江大牙（幼年期）飾／大陆配音：待定／台灣配音：孟慶府／香港配音：陳漢祺）
另類ZI-O、另類ZI-O II、假面騎士Barlckxs及另類逢魔ZI-O的變身者。
於第25-28，41-43話及最終舞台劇登場，因為對莊吾的嫉妒與憎恨被斯瓦魯茲賦予另類手錶而變身成另類ZI-O，獲得力量之後不斷襲擊曾是另類騎士的契約者們以便獲得殘存另類騎士的力量。
實力不俗且應變能力優越，於第25話中透過轉換成其他的另類騎士將Geiz及Woz擊倒。
在十年前（2009年）的巴士車禍中與莊吾為唯二的倖存者，也因此認為莊吾是害死自己父母的兇手並對其恨之入骨，且本身就覬覦王位，因此在如此惡念下能完全掌控另類騎士的力量，但其實當時是莊吾救了他免受亂石砸傷。
第27話因為戰敗於Geiz而跟烏爾合作，將自己收集過來的另類騎士手錶塞入一般百姓中創造另類騎士來聽命於他，順便將白沃茲的騎士手錶搶走讓黑沃茲取得。
第28话开篇带领另类骑士们阻拦庄吾与月津，但被庄吾与月津两人联手击倒，其後庄吾劝说其放下仇恨，但本应被破坏的另類ZI-O手表却并未被破坏。
第41话再次登場，因無法放下仇恨並變身成另類ZI-O II而改變時間的流向，使庄吾熟悉的一切全部消失，讓所有人與其為敵，穿著從原來的紅色夾克衫改為黑色長袍。
第42話與莊吾戰鬥並無限復活另類騎士，途中被海東大樹介入奪走冠位時王手錶使莊吾崩潰，在莊吾戰敗前被月津干擾並將其帶走，後續並命令其他另類騎士抓走月讀以作引誘莊吾決戰的誘餌。
第43話中與莊吾決戰並再次戰敗，其手錶也被海東大樹奪走，並被斯瓦魯茲遺棄。
最終舞台劇中得知因被莊吾打敗而認為自己被平成這個年代否定，而致力計劃復仇並將世界回歸到昭和年代，因此一方面將月讀跟黑沃茲洗腦控制，一方面假借假面騎士Barlckxs的身份幫助莊吾跟月津對抗被洗腦控制的月讀跟黑沃茲，來集齊代表昭和的榮光七人眾騎士手錶，後在齊聚七人眾騎士手錶時露出真面目並襲擊莊吾跟月津然後奪走騎士手錶，之後吸收七人眾騎士手錶變身成另類逢魔ZI-O，最後仍舊不敵ZI-O 逢魔形態跟逢魔ZI-O的聯手，遭到擊倒。
加納達也（石田隼飾／大陆配音：待定／台灣配音：待定／香港配音：蔡忠衛）
另類龍騎的變身者。
於《RIDER TIME 假面騎士龍騎》登場。
栗原天音（梶原光飾／大陆配音：待定／台灣配音：連婉鈞／香港配音：石梓晴）
另類劍的變身者。
原作《假面騎士劍》中為遙香的女兒。在本作中接替其母親打理咖啡店「楓木」。
因自身對相川始的思念而被白沃茲利用，植入另類手錶而變身成另類劍，並襲擊其他攝影師以便找到始。
第30话再次被白沃茲利用，期間意識完全被另類劍吞噬，奪走劍崎及始的Joker不死者力量，成為唯一的Joker不死者以及Battle fight（極限之戰）的勝利者，使封印之石出現放出大量Dark Roaches。但最後被庄吾以時王三重形態打倒而使封印之石及Dark Roaches消失。並再次跟劍崎及始一起生活。
另類Agito（時劫者版本）
没有特定變身者，只会依靠本能攻击体内隐藏着有Agito之力的人类，被袭击的人类会被传染而变成新的另類Agito。
最初针对警方G3小队进行攻击，后津上翔一的Agito之力被乌尔夺走并植入其中一位另類Agito后该另類Agito变为假面骑士Agito，后通过共鸣让所有体内隐藏有Agito之力的人类变为另類Agito。
外形与木野薰变身而来的首个另類Agito极为相似，仅嘴部不同，以及胸口上写有“AgitΩ”以及“2019”字样。
其后作为母体的假面骑士Agito外形的另類Agito被庄吾時王II打倒後表盘回到津上翔一之手，被時王三重形態与Agito三重形態之骑士踢击败而被消灭。
鼓屋勤（野田理人飾／大陆配音：待定／台灣配音：待定／香港配音：待定）
另類響鬼的變身者，11月11日生。
莊吾的小學同學，從小立志當鬼，同時也是桐矢京介的弟子。
因修煉成為鬼的路上遭到挫折一度放棄夢想而被烏爾植入另類響鬼手錶變身成另類響鬼。
最後在另類響鬼被打倒後，再次請求留在京介身邊繼續接受鬼的修行。
北島祐子（釋由美子飾／大陆配音：待定／台灣配音：連婉鈞／香港配音：莊巧怡）
另類KIVA的變身者。
莊吾的疑似初戀對象，2015年因被控告殺人罪而入獄，後來被歐拉植入另類手錶變身成另類Kiva而藉此逃獄。
在得到力量後決定要成為女王來改變世界並以裁決之名四處襲擊使她入冤獄的人，也因為自認為女王而不服從歐拉的命令，用水溝蓋劃傷她的臉，從而結了仇。
與加古川飛流一樣，因為仇恨和對王位的覬覦而導致惡念積壓，從而能完全控制另類月騎的力量，按次狼所說，她的內心已經被侵蝕。
最後在另類Kiva被打倒後，被歐拉為報復破相之仇而殺害，死在庄吾的懷中。
矢車想（德山秀典飾／大陆配音：待定／台灣配音：歐祖豪／香港配音：羅偉傑）
原作假面騎士KickHopper及假面騎士TheBee第一代的變身者，在本作亦為另類Kabuto的變身者，於第37-38話客串。
遠藤拓也（後藤大飾／大陆配音：待定／台灣配音：待定／香港配音：張振熙）
另類電王（本篇）的變身者。
仇视大澄幸宏，认为其害死自己姐姐，希望能回到过去改变自己姐姐死亡之命运，被欧拉选中成为另類電王，夺取Den-Liner回到过去。
莊吾等人回到過去與2017年的拓也見面并幫助他得知真相後，請求莊吾阻止未来的自己。最後2019的拓也被打敗并得知真相後放下對大澄幸宏的仇恨。
悖論惡路程式（パラドックスロイミュード）（紺野彩夏飾／大陆配音：沈念如／台灣配音：劉如蘋／香港配音：吳茵）
另類 Drive的變身者。
原為假面騎士Dark Drive的變身者。
斯瓦魯茲（兼崎健太郎、成瀬天馬（幼年期）飾／大陆配音：张恩泽／台灣配音：孟慶府／香港配音：陳健豪）
另類Decade的變身者。
海東大樹（かいとう・だいき）（戶谷公人飾／大陆配音：李望松，第28话片尾为薛成／台灣配音：孟慶府／香港配音：鄧肇基）
假面騎士Diend和第二任另類ZI-O II的變身者。
威爾（和田聰宏飾／大陆配音：待定／台灣配音：江志倫／香港配音：鄧肇基）
另類ZERO-ONE的變身者。
菲妮絲（生駒里奈飾／大陆配音：待定／台灣配音：劉如蘋／香港配音：李蔓宜）
另類1號和另類新1號的變身者。
白沃茲（渡邊圭祐分飾／大陆配音：皇贞季／台灣配音：陳彥鈞／香港配音：郭俊廷）
假面騎士Woz和另類Diend的變身者。

## 其他人物
柔道部員（青木悠介飾／大陆配音：待定／台灣配音：待定／香港配音：杜景煜）
光森高中三年級學生，莊吾的同學。
對莊吾想成為王的夢想感到不可思議，原本為了讓莊吾稍微清醒點，而給了他一記過肩摔，卻反而被他指派為未來成為王之後的王室護衛。
因為其柔道能力成為另類Build的襲擊目標。
小和田（鈴木勵和飾／大陆配音：待定／台灣配音：待定／香港配音：張振熙）
光森高中三年級學生，莊吾的同學，亦於《假面騎士平成Generations Forever》中登場。
因為擅長遊戲，而被莊吾指派為未來成為王之後的王室電腦防護。
因為其身型關係成為另類EX-AID的襲擊目標。
EP45邀请庄吾观看其参加的比赛，在败北后失落之下被斯瓦鲁兹困在另类世界不断重复着“比赛胜利”的虚假经历，而该另类世界则被斯瓦鲁兹用于召唤大道克己。
飯田啓介（蒲田優惟人飾／大陆配音：待定／台灣配音：待定／香港配音：待定）
飯田的兒子。
罹患嚴重心臟病，在歷史的時間點（2016年）因為延誤治療而長期住院。
另類EX-AID事件結束後在莊吾與永夢的斡旋下得以轉院至聖都大學附屬醫院接受治療。
山吹花梨（杉本愛里飾／大陆配音：叶知秋／台灣配音：待定／香港配音：待定）
天之川學園高中三年級學生，2000年10月1日生（實際上是1985年10月1日生），18歲，O型。
因為其星座為天秤座而被認為是另類Fourze的襲擊目標。
實際上是流星塾出身的孤兒，本早在2003年的時間點就因車禍意外而過世，其後卻因佐久間使用另類騎士的力量下得以存活十五年之久，但也因此不斷地轉學。
最後在另類Faiz及另類Fourze都遭到擊敗後與佐久間告別下消散。
木之下香織（八代美奈畝飾／大陆配音：杨凝／台灣配音：待定／香港配音：待定）
魔術屋「木之下」的負責人，也是早瀨的暗戀對象。
長山（三濃川陽介飾／大陆配音：陈思宇／台灣配音：待定／香港配音：待定）
魔術屋「木之下」所屬的魔術師，木之下香織的未婚夫。
向早瀨告知自己和香織訂婚的事情之後遭到變身成另類Wizard的早瀨襲擊。
巴隆隊隊員（杉山真宏飾／大陆配音：待定／台灣配音：待定／香港配音：待定）
巴隆隊的隊員，被阿修羅放逐至海爾冥界森林。
美加（尾碕真花飾／大陆配音：赵小双／台灣配音：劉如蘋／香港配音：成樂怡）
牧村的妹妹。
為了調查哥哥的失蹤與另類Ghost的關聯而委託「不可思議現象研究所」調查。
看護師（正木佐和飾／大陆配音：待定／台灣配音：待定／香港配音：待定）
常盤莊吾和加古川飛流的看護師。
常磐宗太郎（永島敬三飾／大陆配音：待定／台灣配音：待定／香港配音：陳冠宏）
常磐奈美惠（今吉祥子飾／大陆配音：待定／台灣配音：待定／香港配音：莊巧怡）
常盤莊吾的雙親，也是順一郎的兄長和嫂嫂。
於十年前的巴士車祸中不幸喪生。
加古川流三
加古川瀨名
加古川飛流的雙親。
同樣於十年前的巴士車祸中不幸喪生。
餐廳服務員（LENO飾／大陆配音：待定／台灣配音：待定／香港配音：待定）
津上翔一在法國工作時餐廳的同事
田上哲也（永山毅飾／大陆配音：待定／台灣配音：待定／香港配音：待定）
北島祐子的前男友。
菊池太陽（川野太郎飾／大陆配音：待定／台灣配音：待定／香港配音：馮瀚輝）
代表北島祐子案件的辯護律師
杉村昭二（花前浩一飾／大陆配音：待定／台灣配音：待定／香港配音：待定）
審訊北島祐子案件的檢察官
及川順一
審訊北島祐子案件的法官（判事）
大澄幸宏（重徳宏飾／大陆配音：待定／台灣配音：待定／香港配音：張振熙）
被远藤拓也所仇视，认为其害死自己姐姐。实际关心远藤拓也并对拓也姐姐之死而感到愧疚，而其愿望被异魔神所利用。
实际上为远藤拓也姐姐之男友，当时因为远藤拓也的姐姐已身患绝症时日无多而拜托幸宏在其生命的最后一刻将其带到当初相识之地以安然逝去，但被远藤拓也所误会并仇视。
EP46被斯瓦鲁兹困在另类世界不断重复着“远藤拓也姐姐并未因病逝去”的虚假经历，而该另类世界则被斯瓦鲁兹用于召唤假面骑士幽汽。
明光院景都（押田岳飾／大陆配音：刘明月／台灣配音：歐祖豪／香港配音：陳啟熾）
2018年的光之森高等學校的學生，其實是在莊吾重塑之後的世界裡月津的新身份，但不具備原來的記憶。
LAST（EP49）常磐莊吾上學時出現。
月讀有日菜（大幡詩繪理飾／大陆配音：常蓉珊／台灣配音：劉如蘋（本篇）／香港配音：楊婉潼）
2018年的光之森高等學校的學生，其實是在莊吾重塑之後的世界裡月讀的新身份，但不具備原來的記憶。
LAST（EP49）常磐莊吾上學時出現。
光之森高等學校的學生（板垣李光人飾／大陆配音：叮当／台灣配音：連婉鈞／香港配音：潘昀雋、紺野彩夏飾／大陆配音：沈念如／台灣配音：劉如蘋／香港配音：吳茵）
2018年的光之森高等學校的學生，亦是烏爾和歐拉在莊吾重塑之後的世界裡的新身份。
LAST（EP49）常磐莊吾上學時所遇到的兩個人，與烏爾和歐拉一模一樣。
光之森高等學校的教師（兼崎健太郎飾／大陆配音：张恩泽／台灣配音：孟慶府／香港配音：陳健豪）
2018年的光之森高等學校的老師，亦是斯瓦魯茲在莊吾重塑之後的世界裡的新身份。
與斯瓦魯茲一模一樣。

## 其他演員
- 江戶的人們 - 高井純子、高橋光、伊藤俊、宮川康裕、神前元（日语：神前元）、浦家賢士（第1話）
- 反抗軍隊長 - 横山一敏（日语：横山一敏）（第1話）
- 舞者 - 掛札拓郎、桝谷昂洸、伊東凛太郎、YUMA、嘉門亮（第11話）

## 聲音演出
- 旁白：藤野直彦（大陆配音：郝祥海／台灣配音：孟慶府／香港配音：郭俊廷）
- 時空驅動器音效、騎士手錶音效、時間斬劍等其他道具音效：小山力也（大陆配音：郝祥海、张恩泽）
- 主題曲旁白：小山力也（大陆配音：张恩泽／台灣配音：待定／香港配音：黃志成）
- 時空驅動器音效：大西洋平（日语：大西洋平 (シンガーソングライター)）（大陆配音：郝祥海）
- 超越驅動器音效：MOROHA（日语：MOROHA）（大陆配音：郝祥海）
- 假面騎士Shinobi的腰帶音效：初村健矢（大陆配音：郝祥海）
- 假面騎士Quiz的腰帶音效：吉田麻實（大陆配音：山新）